# Georges Pompidou
Pour les articles homonymes, voir Pompidou.
Georges Pompidou (), né le 5 juillet 1911 à Montboudif (Cantal) et mort le 2 avril 1974 dans le 4e arrondissement de Paris, est un haut fonctionnaire et homme d'État français. Il est Premier ministre du 14 avril 1962 au 10 juillet 1968 et président de la République du 20 juin 1969 jusqu'à sa mort le 2 avril 1974.
Normalien et agrégé de lettres, il est tout d’abord professeur avant d'entrer en politique en 1944 auprès de Charles de Gaulle, alors président du Gouvernement provisoire de la République française, dont il devient l'homme de confiance. Il est nommé maître des requêtes honoraire au Conseil d'État en 1946 et demeure un collaborateur du général de Gaulle pendant la « traversée du désert » de celui-ci, tout en assurant les fonctions de directeur général de la banque Rothschild. En 1958, il est nommé directeur de cabinet du général, appelé à la présidence du Conseil, et participe à l'élaboration de la Constitution de la Ve République. De 1959 à 1962, il est membre du Conseil constitutionnel.
En 1962, Charles de Gaulle, président de la République, le nomme Premier ministre, fonction qu'il exerce durant plus de six ans, soit le plus long passage à Matignon de la Ve République. Souhaitant moderniser le pays et notamment son industrie, il met en place la politique d'aménagement du territoire (création de la DATAR, projet de nouvel aéroport international « Paris Nord », premier plan neige, développement du réseau autoroutier, etc.), et lance des projets comme le plan Calcul et le Concorde. Par ailleurs, il réinstaure la police nationale et crée l'ANPE. Lors de la crise de Mai 68, il conduit des négociations qui aboutissent aux accords de Grenelle ; après la victoire du parti gaulliste aux législatives qui suivent, il est remplacé par Maurice Couve de Murville à la tête du gouvernement. Il se met alors « en réserve de la République » et siège comme député du Cantal. Avant le référendum constitutionnel de 1969, il fait part de son souhait de se présenter à une élection présidentielle à venir.
À la suite de la démission du président de Gaulle consécutive à l'échec du référendum, il se porte candidat à l’élection présidentielle anticipée : il est élu président de la République avec 58,21 % des suffrages exprimés au second tour, face au président par intérim, le centriste Alain Poher. Étant le premier à incarner la Ve République après le départ de son fondateur, il poursuit la présidentialisation du régime en continuateur du gaullisme. Il nomme Premier ministre Jacques Chaban-Delmas mais, peu enthousiaste envers son désir de « Nouvelle société », il l'évince trois ans plus tard, le remplaçant par Pierre Messmer, plus conservateur. Il gouverne avec la majorité gaulliste acquise en 1968 et renouvelée en 1973.
Dans le contexte de la forte croissance des dernières années des Trente Glorieuses, Georges Pompidou continue sa politique de modernisation, symbolisée par l'utilisation présidentielle du Concorde, la naissance de grands groupes industriels et le lancement du projet de train à grande vitesse (TGV). L'État investit fortement dans les secteurs de l'automobile, l'agroalimentaire, la sidérurgie, les télécommunications, le nucléaire ou encore l'aéronautique et l'aérospatial. Il crée également le SMIC et le ministère de l'Environnement. Sa politique étrangère, pragmatique bien qu'inscrite dans le principe gaulliste d'indépendance de la France, est marquée par un réchauffement des rapports avec les États-Unis de Nixon, ainsi que par d'étroites relations avec l'URSS de Brejnev, par le lancement du Serpent monétaire européen et par la relance de la construction européenne, par l'entrée du Royaume-Uni dans la CEE, idée à laquelle s'opposait son prédécesseur à l’Élysée.
Bien qu'affaibli par un cancer caché aux Français, il continue d'exercer ses fonctions jusqu'à sa mort, qui intervient deux ans avant la fin de son mandat. Il est le quatrième président français dont le mandat est interrompu par la mort — après Sadi Carnot, Félix Faure et Paul Doumer — et le seul sous la Ve République. Après un nouvel intérim d’Alain Poher et une élection présidentielle anticipée, ses ministres Valéry Giscard d'Estaing et Jacques Chirac deviennent respectivement président de la République et Premier ministre.
Passionné d'art contemporain, son nom demeure connu mondialement pour le Centre national d'art et de culture Georges-Pompidou, dont il a lancé la création, qui est inauguré en 1977 et qui répand ensuite ce nom avec ses antennes de Metz, de Malaga, de Bruxelles, de Shanghai, de Séoul et de Médine. Un musée Georges-Pompidou lui est également consacré dans sa ville natale.

## Situation personnelle

### Origines familiales

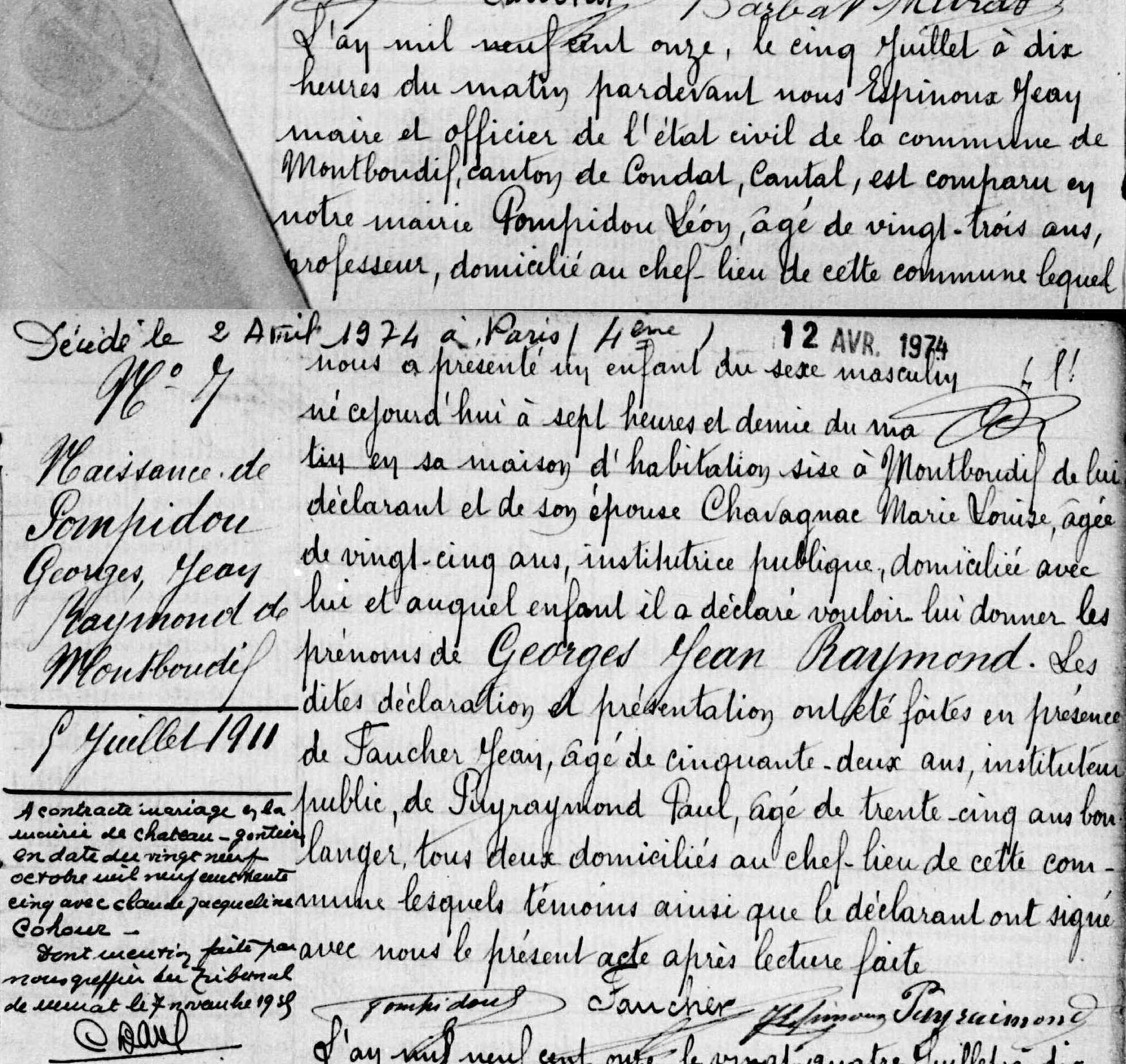
Acte de naissance.

Le patronyme occitan Pompidor [pɔm.pi.ˈdu] (francisé en Pompidou) désigne celui « qui est originaire du Pompidou », nom porté par plusieurs écarts dans la région, notamment à Glénat (Cantal), dont un hameau est sans doute le berceau de la famille de Georges Pompidou, mais aussi à Soturac (Lot), Millau (Aveyron), ainsi que plusieurs lieux en Corrèze, et la commune du Pompidou en Lozère. Le toponyme désignerait un palier ou un petit plateau, une hauteur au sommet aplati, formé sur le verbe pompir (« frapper du pied ») avec le suffixe -idor (souvent francisé en -idou). On trouve aussi des formes différentes avec le suffixe -ador, comme Pompadour en Limousin.
Georges Jean-Raymond Pompidou est le fils de Léon Pompidou (1887-1969), instituteur puis professeur d'espagnol et concepteur d'un dictionnaire bilingue, conseiller municipal à Albi,,, décoré de la Légion d'honneur, et de Marie-Louise Chavagnac (1886-1945), institutrice. Sa sœur cadette, Madeleine Pompidou (1920-2014), agrégée de lettres classiques, épouse en 1946 Henri Domerg (1922-2015), agrégé de grammaire et inspecteur général de l'Instruction publique.
Le futur président est ainsi fils d'enseignants et petit-fils, tant du côté paternel que du côté maternel, de familles paysannes cantaliennes très modestes, même si la famille de sa mère s'était établie dans le commerce. Il est à ce titre un exemple typique de la promotion sociale par l'instruction publique sous la IIIe République : grand-père agriculteur, père professeur, fils haut fonctionnaire puis membre du personnel politique. Ses parents, enseignants républicains, admirent Jean Jaurès. Son père milite à la SFIO, ce qui aurait conduit Georges Pompidou à faire de même dans sa jeunesse,,.

### Années de formation
Il commence sa scolarité à Albi, où son père a été nommé. Jeune homme dilettante mais élève brillant, il obtient le premier prix de version grecque au concours général en 1927. Après avoir passé son baccalauréat au lycée Lapérouse d'Albi, il étudie en classes préparatoires littéraires au lycée Pierre-de-Fermat de Toulouse, puis à Paris au lycée Louis-le-Grand aux côtés de Léopold Sédar Senghor et Aimé Césaire. Hostile à l'Action française, il milite à la LAURS (faisant parfois le coup de poing avec des militants de la droite nationaliste) et s'inscrit au début de 1930 à une société secrète d'inspiration trotskiste qu'il appelle dans ses lettres « Le Front unique ». Il se passionne pour la littérature et la politique, en particulier pour la SFIO, où il admire Joseph Paul-Boncour.
Admis en 1931, avec le rang de 8e ex æquo à l'École normale supérieure de la rue d'Ulm, il est reçu premier à l’agrégation de lettres en 1934. Il est diplômé de l'École libre des sciences politiques la même année, au rang de 13e sur 60.
Il aurait alors hésité entre une carrière dans la haute fonction publique et dans les lettres.
Il effectue ensuite son service militaire au 92e régiment d'infanterie de Clermont-Ferrand en qualité d'officier de réserve.

### Vie familiale

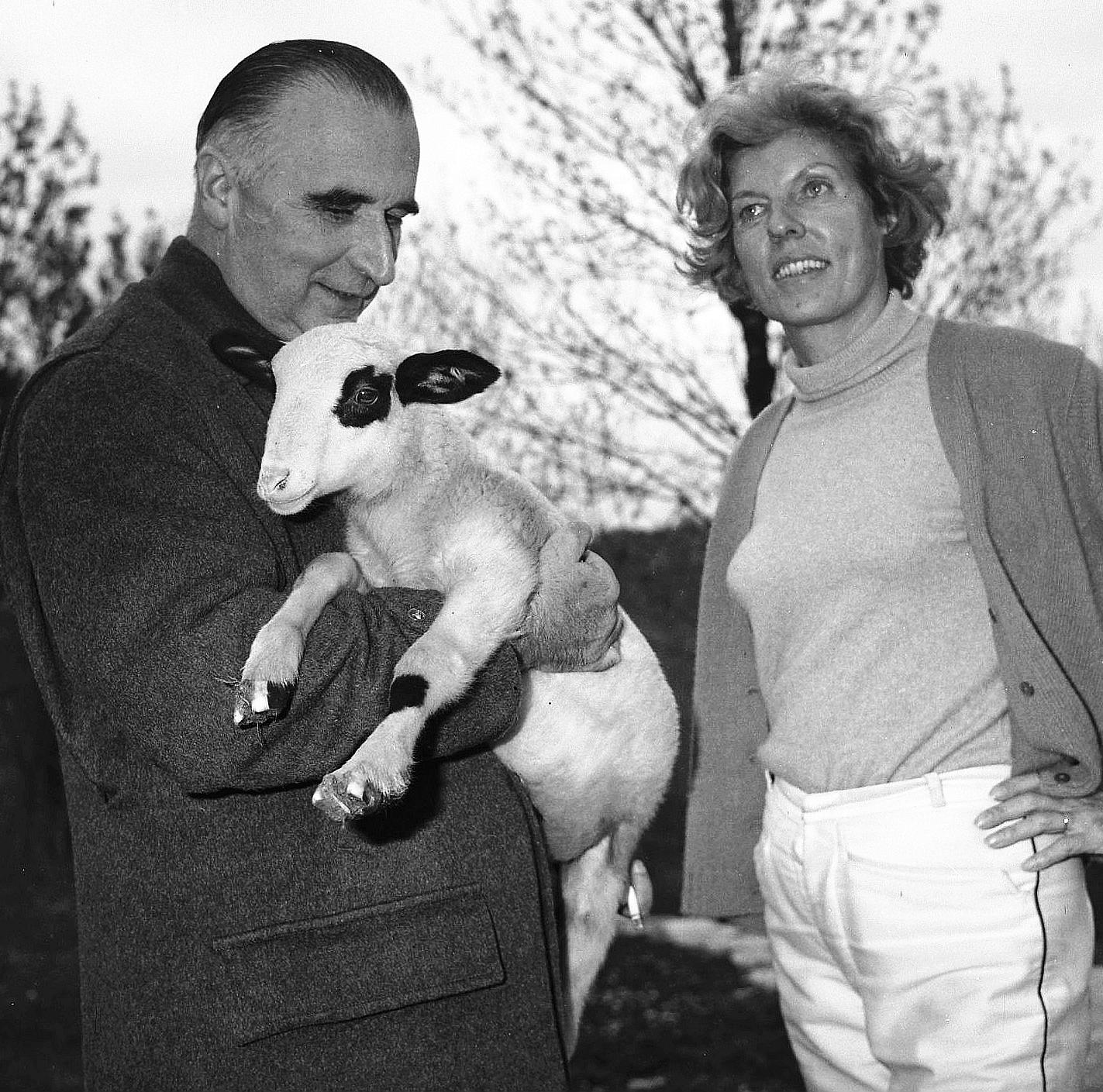
Georges Pompidou avec son épouse, Claude Pompidou, en 1965.

Le 29 octobre 1935, il épouse Claude Cahour (1912-2007). N'ayant pas d'enfant, le couple adopte un fils, Alain Pompidou (Paris, 5 avril 1942 - 12 décembre 2024), qui devient médecin-universitaire (spécialisé dans les maladies du sang et notamment le VIH), lui-même père de trois fils : Thomas (1969), Romain (1972) et Yannick (1973).

### Carrière de professeur
À partir de 1935, il enseigne comme professeur de français, latin et grec en classe de troisième au lycée Saint-Charles de Marseille. En 1938, il est nommé à Paris au lycée Henri-IV, où il est chargé de classes de lettres supérieures et de préparation à l'École coloniale.

### Seconde Guerre mondiale
Au début de la Seconde Guerre mondiale, il est mobilisé en 1940, au 141e régiment d'infanterie alpine. Parlant allemand, il est nommé officier de renseignement dans son régiment qui opère en Allemagne, en Alsace, en Bretagne et enfin lors des combats de la Somme. Il est décoré de la Croix de guerre en même temps que son régiment à cette occasion. Le jeune lieutenant est démobilisé après la bataille de France et revient alors donner ses cours d'hypokhâgne au lycée Henri-IV.
Pendant l'Occupation, se tenant à l'écart de tout engagement, il travaille à l’édition critique de Britannicus et envisage d'écrire des scénarios.

## Parcours politique

### Libération
À la Libération, il est professeur d'hypokhâgne (classe préparatoire littéraires) au lycée Henri-IV. Il obtient, en septembre 1944, par le biais d'un ami gaulliste, René Brouillet (qu'il a connu à l'École normale supérieure), un poste de chargé de mission pour l'Éducation nationale au cabinet du général de Gaulle, président du Gouvernement provisoire de la République française dont il devient progressivement un homme de confiance. Il enseigne également à l'Institut d'études politiques de Paris, où il donne un cours de culture générale.

### IVeRépublique
Après le départ du général de Gaulle en janvier 1946, il est directeur du commissariat au Tourisme (1946-1949) et devient maître des requêtes au Conseil d'État tout en restant un de ses conseillers proches, s'occupant notamment de la fondation Anne-de-Gaulle. Il dirige son cabinet jusqu'en 1953, mais s'implique peu dans la construction du RPF de Jacques Soustelle. Lors de la mise en sommeil par de Gaulle du RPF, il recrute Olivier Guichard pour le remplacer et entre, avec l'appui d'un ami, René Fillon, à la banque Rothschild en 1954 ; il occupe ce poste jusqu'en 1958. Restant en bons termes avec le général, il ne semble plus faire de politique et mène une vie culturelle riche.

### Débuts sous laVeRépublique et la présidence de Charles de Gaulle
Lors du retour au pouvoir du général de Gaulle en 1958, il sort de l'ombre en devenant son directeur de cabinet jusqu'à son installation à l'Élysée : de Gaulle l'invite à s'installer à ses côtés dans la voiture présidentielle lors de son investiture, insigne marque d'honneur qui irrita les gaullistes historiques. Ayant participé à la rédaction de la Constitution, il est nommé en mars 1959 au Conseil constitutionnel, où il siège jusqu'en 1962. À la demande de De Gaulle, il entre en contact avec le FLN lors de discussions qui ont lieu à Neuchâtel et à Lucerne, en Suisse, préparant ainsi les accords d'Évian.
Le général de Gaulle compte sur sa connaissance du dossier saharien : en tant que directeur général de la banque Rothschild, il est administrateur de plusieurs sociétés implantées au Sahara, dont la Compagnie franco-africaine de recherches pétrolières française. En réaction, des partisans de l'Algérie française font sauter une bombe devant le siège de la banque Rothschild, accusant Pompidou et la haute finance d'avoir sacrifié le Sahara français[réf. nécessaire]. L'objectif des dirigeants français est en réalité de conserver la mainmise sur le pétrole du Sahara et ils obtiennent à travers les accords d'Évian des privilèges considérables pour les compagnies françaises[réf. nécessaire].

### Premier ministre
Après le référendum du 8 avril 1962 approuvant les accords d'Évian, il est nommé Premier ministre le 14 avril. C'est un quasi-inconnu que nomme le général de Gaulle pour succéder à Michel Debré. Sa carrière faillit s'interrompre quand, à l'été 1962, il mit sa démission en jeu pour obtenir du général de Gaulle la grâce du général Jouhaud, l'un des putschistes d'Alger, qui aurait dû être fusillé après sa condamnation à mort.
Malgré quelques secousses (grèves des mineurs en 1963, dissolutions et référendum), Georges Pompidou exerce en pleine période des Trente Glorieuses, caractérisée par une forte croissance économique, et reste, aux yeux d'une partie des Français, le symbole du renouveau et de la modernisation de la France des années 1960. Son nom est lié, au XXIe siècle, à l'industrialisation du pays.
Quatre gouvernements se succèdent entre 1962 et 1968, et Georges Pompidou détient le record de longévité en tant que Premier ministre. Il est aussi le seul Premier ministre de la Cinquième République à avoir effectué son mandat à cheval sur les deux mandats d'un président réélu, puisque Charles de Gaulle a été conforté dans ses propres responsabilités en 1965.

#### Premier gouvernement
Pompidou forme son premier gouvernement avec cinq ministres d'État : André Malraux qui conserve son poste aux Affaires culturelles, l'éphémère Pierre Pflimlin du MRP à la Coopération, Louis Jacquinot (proche des Républicains indépendants de Giscard) aux DOM-TOM, tandis que Louis Joxe est reconduit aux Affaires algériennes et que Gaston Palewski, qui sera, avec Pierre Messmer, « fortement irradié » lors de l'accident de Béryl le 1er mai 1962, est chargé de la Recherche scientifique et des questions atomiques. Outre ces ministres, on retrouve Maurice Couve de Murville aux Affaires étrangères (qui occupe ce poste depuis 1959, et ce jusqu'à peu de temps avant sa nomination à Matignon), Roger Frey à l'Intérieur, Pierre Messmer aux Armées et Valéry Giscard d'Estaing aux Finances.
À la suite de la conférence de De Gaulle du 15 mai 1962 rejetant l'« Europe intégrée », les cinq ministres du MRP (dont Pflimlin et Maurice Schumann) démissionnent, ce qui conduit à un remaniement ministériel. Deux autres légers remaniements ont lieu en septembre, alors que la droite obtient la majorité lors des sénatoriales, et en octobre 1962.
En septembre 1962, de Gaulle annonce son intention de modifier la Constitution afin que le président de la République soit élu au suffrage universel direct. Les parlementaires manifestant leur hostilité, de Gaulle décide de procéder par référendum. Le choix de ne pas passer par l'article 89 de la Constitution, qui prévoit les procédures de révision constitutionnelle, conduit l'ensemble des partis, hormis la majorité gaulliste, à voter une motion de censure le 5 octobre 1962 contre le gouvernement. Georges Pompidou présente alors sa démission, refusée par de Gaulle, qui préfère dissoudre l'Assemblée nationale le 10 octobre. Jusqu'au référendum, le gouvernement se contente d'expédier les affaires courantes. Le 28 octobre 1962, le succès du référendum sur l'élection au suffrage universel du président de la République renforce la position de De Gaulle.
Le président du Sénat, Gaston Monnerville (GD), parle quant à lui de « forfaiture » et saisit le Conseil constitutionnel, qui se déclare, le 6 novembre 1962, incompétent pour juger inconstitutionnelle une réforme approuvée par référendum, quand bien même elle n'aurait pas respecté l'article 89.

#### Deuxième gouvernement

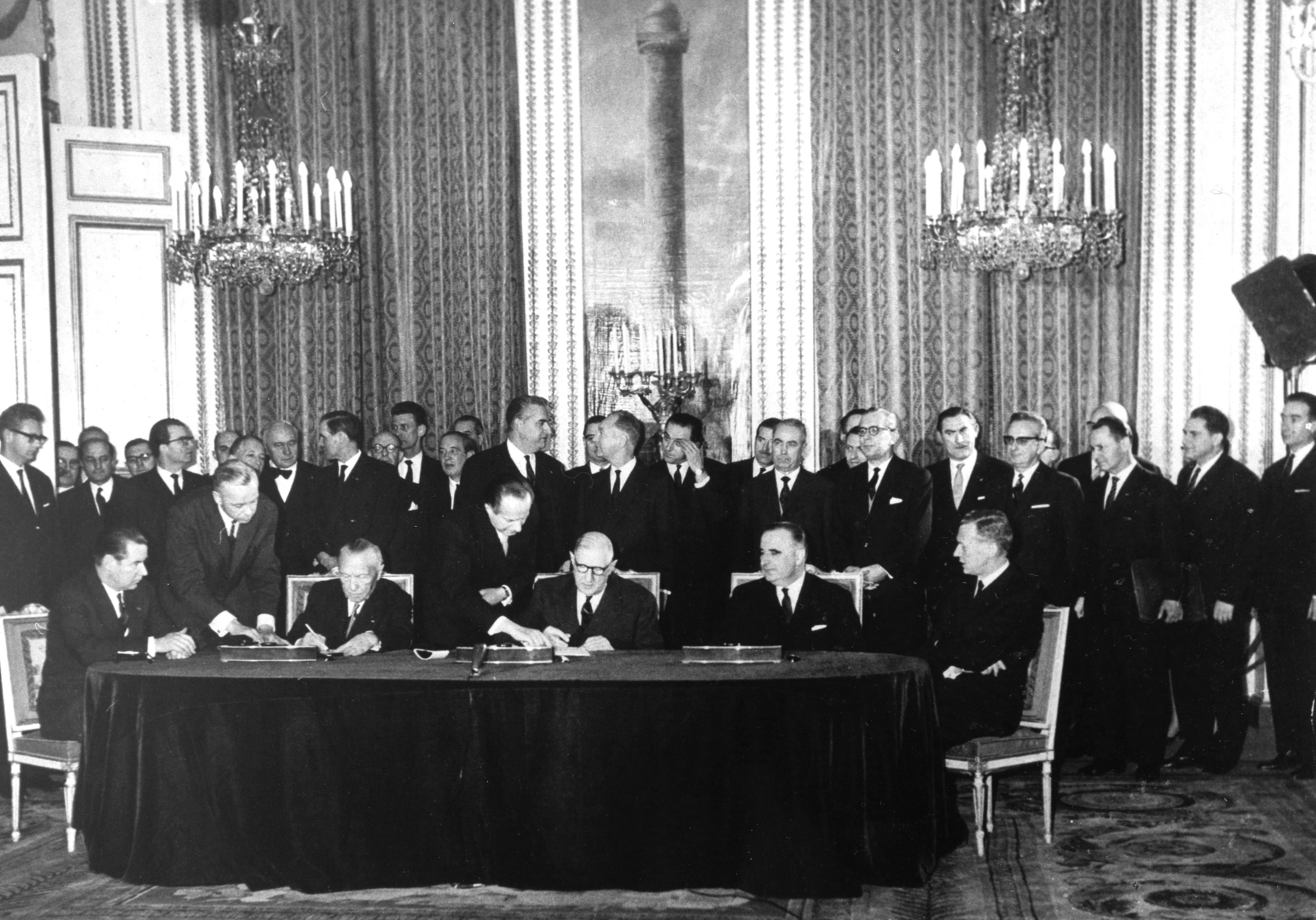
Signature du traité de l'Élysée le 22 janvier 1963 (Georges Pompidou est assis à la gauche de Charles de Gaulle).

Les élections législatives anticipées qui font suite à la dissolution et au référendum, les 18 et 25 novembre, marquent une importante victoire pour la majorité, avec 233 sièges sur 482 pour les gaullistes de l'UNR-UDT et 35 pour leurs alliés Républicains indépendants de Valéry Giscard d'Estaing, représentants de la tendance libérale (au sens économique). Pompidou forme alors son deuxième gouvernement, le 28 novembre, qui dure jusqu'en 1966. Celui-ci a une composition semblable au premier.
Georges Pompidou se positionne alors progressivement comme le dauphin potentiel du général de Gaulle, et multiplie les déplacements seul à l'étranger (en dehors des fois où il accompagne le président de la République) : en Turquie du 15 au 17 juillet 1963, au Japon du 6 au 11 avril 1964, en Suède du 7 au 17 juillet suivant, au Pakistan et en Inde du 5 au 13 février 1965. Il visite également les futurs sites du centre d'expérimentation nucléaire du Pacifique sur les atolls de Mururoa et Fangataufa en Polynésie française, du 25 au 30 juillet 1964. Du 17 au 30 avril 1964, conformément à l'article 21 de la Constitution, il remplace de Gaulle, hospitalisé alors pour une opération de la prostate, pour présider les conseils des ministres. Fidèle du président, il défend avec véhémence les institutions de la Cinquième République face à ses opposants dont François Mitterrand, auquel il répond notamment lors d'une séance houleuse à l'Assemblée nationale le 24 avril 1964 : « Vous restez profondément fidèle à la conception de la IVe République qui mettait la totalité des pouvoirs dans l'Assemblée nationale et faisait du pouvoir exécutif une simple délégation consentie, pour un moment, par les groupes de l'Assemblée à un rassemblement hétérogène et passager baptisé « gouvernement ». L'événement a glissé sur vous sans laisser sa trace et, pourtant, il est jalonné par les désastres et quelquefois les déshonneurs que nous a valus l'incapacité fondamentale à laquelle on se condamne en prétendant fonder l'État et la politique de la France sur les divisions », qu'« il n'est pire sourd que celui qui ne veut pas entendre. Sur les rives paisibles de l'opposition, comme les émigrés de l'Ancien Régime sur les rivages de l'Angleterre » ou encore que « l'avenir n'est pas à vous [l'opposition]. L'avenir n'est pas aux fantômes ».
La politique de son gouvernement est tout d'abord marquée par le développement de l'aménagement du territoire et des grands équipements directement planifiés par l'État, avec la création le 14 février 1963 de la Délégation interministérielle à l'aménagement du territoire et à l'attractivité régionale (DATAR), de la politique des métropoles d'équilibre et de la Mission interministérielle d'aménagement touristique du littoral du Languedoc-Roussillon (dite Mission Racine) la même année ; le lancement en 1964 du projet de construction d'un nouvel aéroport international en région parisienne à Roissy-en-France baptisé « Paris Nord » ; la création toujours en 1964 des préfets de région ; la décision (appliquée en 1968) de réorganiser l'Île-de-France avec l'éclatement des anciens départements de la Seine et de Seine-et-Oise en sept nouveaux départements (Paris, Hauts-de-Seine, Seine-Saint-Denis, Val-de-Marne, Yvelines, Essonne et Val-d'Oise) ; le « plan neige » de 1965 ; la définition de la politique des villes nouvelles ou encore l'essor du réseau autoroutier dont la longueur quadruple en deux ans, passant de 126 km en 1958 à 658 km en 1965. La France est également en plein essor industriel, l’indice de la production industrielle (base 100 fixée en 1959) s'établissant à 140 en 1965, avec notamment le lancement du premier satellite français, Astérix, le 26 novembre 1965, symbole de l'entrée du pays dans le cercle des puissances spatiales. Sur le plan économique et financier, que Georges Pompidou considère comme faisant partie de son « domaine réservé » de Premier ministre, cette période est marquée par un retour à la stabilité financière et monétaire, avec le passage d'une balance des paiements déficitaire de 275 millions de dollars américains en 1958 à un excédent de 5 milliards en 1965, et la dette extérieure est ramenée de 2,9 milliards de dollars en 1959 à 500 millions en 1965.
Aux cantonales de mars 1964, la gauche progresse nettement, de même que lors des sénatoriales de septembre 1965. Lors des municipales de mars 1965, la droite ne l'emporte qu'à l'aide des candidats divers droite, non affiliés aux partis principaux : le PCF obtient autant que les Républicains indépendants (3,7 %) et la SFIO obtient légèrement plus que l'UNR gaulliste (8,7 % contre 8,5 %). Juste avant le scrutin, Pompidou avait déclaré à la presse dans une causerie « au coin du feu » vouloir voir que l'esprit qui avait prévalu dans l'électorat pour les législatives fût le même que pour les municipales et que chaque ville de France « puisse marcher et progresser au même rythme de l'État ». L'opposition l'interprète comme un chantage, sous-entendant que seules les municipalités pro-gouvernementales seraient aidées, et Le Monde reproche au Premier ministre d'avoir manqué de « fair play ».
Pour l'élection présidentielle fixée au 5 décembre 1965, Charles de Gaulle tarde à préciser son intention de se représenter (n'annonçant sa candidature que le 4 novembre, et laissant planer le doute d'un éventuel retrait en faveur de son Premier ministre alors que celui-ci a toujours démenti à cette époque avoir toute ambition de se présenter, ayant déclaré dès novembre 1964 : « La succession du Général n'est pas ouverte et ne le sera pas de sitôt »), et se refuse à participer à la campagne du premier tour. Face à l'union de la gauche derrière un candidat unique, François Mitterrand, et une série de sondages faisant état de la possibilité d'un second tour alors que les premières études montraient le président sortant réélu au premier, Georges Pompidou et ses ministres pressent de Gaulle d'utiliser son temps de parole, ce qu'il fait à la télévision le 30 novembre. François Mitterrand et Jean Lecanuet ayant finalement réussi à mettre le président sortant en ballottage, Georges Pompidou devient le principal organisateur de sa campagne au second tour et le convainc d'être cette fois présent sur la scène médiatique, ce qui lui permet d'être réélu.

#### Troisième gouvernement

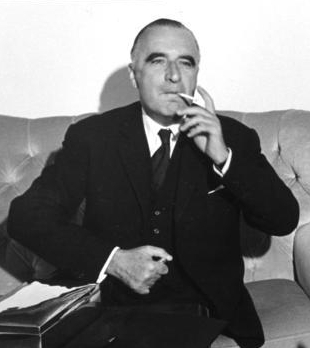
Georges Pompidou en 1965.

Le 8 janvier 1966, après la réélection de Charles de Gaulle à la présidence de la République, Georges Pompidou est une nouvelle fois nommé Premier ministre et forme son troisième gouvernement, qui dure jusqu'en avril 1967. Sensiblement similaire aux précédents, il décide néanmoins du départ de Valéry Giscard d'Estaing, jugé trop impopulaire, du ministère de l'Économie et des Finances, portefeuille qu'il confie à son prédécesseur à Matignon, Michel Debré, en espérant placer sous son contrôle ce concurrent potentiel parmi les fidèles du Général. Il se rend à Londres du 6 au 8 juillet 1966 et s'entretient à nouveau le 26 janvier 1967 avec le Premier ministre du Royaume-Uni, le travailliste Harold Wilson, pour lui expliquer le refus exprimé par la France de l'adhésion de son pays au Marché commun.
Son gouvernement est cette fois-ci marqué par la décision du général de Gaulle de retirer la France du commandement intégré de l'OTAN en mars 1966, la création de la police nationale actuelle (en y incluant la préfecture de police de Paris) afin de centraliser au niveau de l'État la supervision et la coordination des moyens policiers, la mise en place progressive du plan Calcul visant à doter la France d'une industrie informatique indépendante et performante, le lancement du premier sous-marin nucléaire lanceur d'engins (SNLE), Le Redoutable, le 29 mars 1967.
Mais il doit surtout faire face à une opposition plus combative, un temps réunie derrière François Mitterrand qui, fort de son arrivée au second tour de la présidentielle, forme un contre-gouvernement le 13 mars 1966. La Fédération de la gauche démocrate et socialiste (FGDS), qui rassemble à l'initiative de François Mitterrand les courants non-communistes depuis décembre 1965, dépose au printemps 1966 une motion de censure, défendue par Guy Mollet, contre le gouvernement : l'opposition socialiste proteste en effet contre le retrait du commandement intégré de l'OTAN, décidé par de Gaulle en mars, Maurice Faure (du Rassemblement démocratique) déclarant alors « si chacun de nos alliés se comportait comme vous le faites et prenait les décisions que vous venez de décréter, cela ne signifierait rien d'autre que le retrait de toutes les forces américaines du continent européen ».
Lors des élections législatives de mars 1967, le Premier ministre s'engage personnellement dans la campagne et fait figure à cette occasion de véritable chef de la majorité et du mouvement politique gaulliste. Il réussit à maintenir l'unité de la coalition gouvernementale en faisant accepter à ses partenaires en mai 1966 le principe de la candidature unique dans chaque circonscription et de la coordination des actions de campagne par la création d'un « Comité d'action pour la Ve République » (dont il prend la présidence et chargé de distribuer les investitures), afin de couper court aux velléités des Républicains indépendants de Valéry Giscard d'Estaing ou des gaullistes de gauche de faire cavaliers seuls. Lui-même candidat pour la première fois, dans la seconde circonscription du Cantal, il se lance à partir du 22 février 1967 dans un « tour de France électoral » : il visite, entre autres et outre le Cantal, Nantes, le Lot (à deux reprises), le Jura, le Doubs, le Nord, Rambouillet, Sens, Fontainebleau, Nevers et Grenoble. Il débat avec les principales figures de l'opposition, dont François Mitterrand à Nevers le 22 février auquel il lance : « Il ne sert à rien de prétendre qu'on ne va pas revenir à la IVe République alors qu'on réunit les conditions qui, fatalement, nous y ramènent ». À Grenoble, il fait face de manière passionnée à Pierre Mendès France le 27 février et lui répond, lorsque son adversaire lui demande s'il sera tenu compte du résultat des législatives dans la formation du gouvernement en cas de victoire de la gauche, qu'il s'agit là d'une compétence du président de la République et que : « Je fais exprès de ne pas le savoir ». Il fait valoir qu'à titre personnel, il formerait un exécutif similaire en ne tenant compte qu'« un peu » des changements au Parlement. Mais, surtout, il commence à prendre en main la formation gaulliste, à introduire des personnes lui étant fidèles dans le jeu politique de la majorité et en modernisant ses cadres. Il initie ainsi la stratégie des « Jeunes loups » consistant à présenter des jeunes cadres, souvent énarques, dans des circonscriptions réputées être des fiefs de l'opposition dans le Centre et le Sud-Ouest : Jean Charbonnel (chargé d'organiser cette opération électorale) et Jacques Chirac en Corrèze, Jean-Pierre Dannaud et Bernard Pons dans le Lot, Pierre Mazeaud dans la Haute-Vienne ou Robert Poujade en Côte-d'Or.
Le scrutin marque néanmoins, après un premier tour qui laissait prévoir pourtant une nette victoire des gaullistes et de leurs alliés, un recul de la majorité, au profit de la gauche : la majorité n'est plus que de 244 députés (200 gaullistes, 42 Républicains indépendants et 2 divers droite) sur 486. Georges Pompidou, qui a été élu dès le premier tour dans la 2e circonscription du Cantal, présente sa démission de la tête du gouvernement le 1er avril 1967, mais est maintenu cinq jours plus tard par le général de Gaulle.

#### Quatrième gouvernement
Après cette victoire étriquée, Georges Pompidou tente de rafraîchir le gouvernement en y introduisant de nouvelles têtes (telles que le conseiller constitutionnel Edmond Michelet comme ministre d'État chargé de la Fonction publique, le gaulliste europhile Maurice Schumann ministre d'État à la Recherche scientifique et aux Questions atomiques et spatiales, le gaulliste de gauche et ancien socialiste Georges Gorse à l'Information ou le « Jeune loup » Jacques Chirac, que Pompidou surnomme vite « Mon bulldozer », comme secrétaire d'État à l'Emploi) ou en réussissant à mouvoir de leurs portefeuilles certains « barons » (l'éternel ministre de l'Intérieur des gouvernements précédents Roger Frey prend cette fois le poste de ministre d'État chargé des Relations avec le Parlement, et Louis Joxe abandonne la Réforme administrative qu'il détenait depuis 1962 pour la Justice). Mais Charles de Gaulle maintient dans leurs charges certains incontournables, même alors qu'ils ont été battus lors des législatives : Maurice Couve de Murville aux Affaires étrangères, André Malraux aux Affaires culturelles ou Pierre Messmer aux Armées. Il s'agit finalement d'un changement tout relatif : parmi les 29 ministres et secrétaires d'État, 8 n'étaient pas présents dans le précédent gouvernement et 5 ont changé d'attribution.
Mais surtout, Georges Pompidou concrétise sa prise de contrôle des partis gaullistes avec pour but d'en faire des machines électorales et d'attirer de nouvelles générations. Ainsi préside-t-il, lors des assises nationales de l'UNR à Lille du 24 au 26 novembre 1967, à la fusion de cette dernière avec l'UDT, le rassemblement des gaullistes de gauche, pour former l'Union des démocrates pour la Ve République (UD-Ve), ce que Le Monde qualifie le lendemain de « gaullisme successoral ». Il place à la tête du mouvement gaulliste, comme secrétaire général, un des « Jeunes loups » tout juste élus en 1967, Robert Poujade (39 ans).
En ce qui concerne la gestion gouvernementale, il demande et obtient en avril 1967 de l'Assemblée nationale, et malgré une vive opposition à gauche mais aussi au sein même de la majorité (le ministre de l'Équipement et du Logement Edgard Pisani démissionne dès le lendemain de l'annonce en conseil des ministres de cette décision), de faire jouer l'article 38 de la Constitution et donc de pouvoir légiférer par ordonnances dans des domaines économiques et sociaux jusqu'au 31 octobre 1967. Cette mesure vise notamment à préparer rapidement l'économie française à la suppression totale des barrières douanières intervenant au sein de la Communauté économique européenne (CEE) à compter de juillet, mais aussi à régler le problème du déficit de la Sécurité sociale et celui de la participation des salariés au capital de leur entreprise, thème cher tant au général de Gaulle qu'aux gaullistes de gauche : ceux-ci critiquent vivement le conservatisme du Premier ministre en matière sociale. Les ordonnances permettent alors la création de l'Agence nationale pour l'emploi (ANPE) afin de prévenir le retour du chômage en France (il touche à cette époque 430 000 personnes, soit 2 % de la population active), de rendre obligatoire la participation des salariés aux résultats dans les entreprises de plus de 100 salariés ou encore une réforme de la Sécurité sociale (création de trois caisses à la gestion autonome à l'exception d'une trésorerie unifiée et directement supervisée par le gouvernement : Caisse nationale d'assurance maladie CNAM, la Caisse nationale d’assurance vieillesse CNAV et la Caisse nationale des allocations familiales CNAF). Quoi qu'il en soit, ce « passage en force » entraîne le dépôt le 20 mai 1967 par les députés communistes d'une motion de censure qui n'est rejetée qu'à huit voix près (236 pour, la majorité absolue étant fixée à 244), et une grève générale contre les pouvoirs spéciaux est organisée le 17 mai. Les cantonales de septembre 1967 confirment l'avancée opérée par la gauche dans l'électorat.

#### Crise de Mai 68 et démission
Mais le quatrième gouvernement Pompidou est surtout marqué par les événements de Mai 68. Rentré précipitamment d'un voyage officiel en Afghanistan du fait de l'aggravation de la situation le 11 mai, Georges Pompidou s'affirme comme un partisan de l'apaisement, de la négociation avec les syndicats et gère directement la crise en se substituant, avec le président, au ministre de l'Intérieur Christian Fouchet. Il décide ainsi seul de la réouverture de la Sorbonne le 11 mai, prend toutes les décisions avec ses principaux collaborateurs (Jacques Chirac, Pierre Juillet, Édouard Balladur et Michel Jobert) durant l'absence du général de Gaulle, en voyage en Roumanie du 14 au 18 puis à la suite de sa « disparition » de 24 heures à Baden-Baden du 29 au 30 mai (Pompidou n'aura été informé du départ du général qu'à la dernière minute, vers 11 heures du matin le 29, et apprend que le gouvernement a perdu sa trace à 14 h 30 le même jour), prend l'intérim du ministère de l'Éducation nationale le 25 à la suite de la démission d'Alain Peyrefitte et ouvre le même jour des négociations avec les syndicats — avec l'aide de son secrétaire d'État à l'Emploi Jacques Chirac — pour aboutir aux accords de Grenelle le 27.
Après le retour à Paris de Charles de Gaulle le 30 mai, il lui présente sa démission, considérant le fait que le président ait pris contact avec l'armée (le général Jacques Massu à Baden-Baden) sans l'avertir (alors que le Premier ministre est « responsable de la Défense nationale » selon l'article 21 de la Constitution) comme un désaveu personnel, mais le chef de l'État la refuse. La solution défendue depuis plusieurs jours par Pompidou pour sortir de la crise s'impose alors au général : la dissolution de l'Assemblée nationale et l'ajournement du référendum sur l'université que de Gaulle souhaitait organiser depuis le 24 mai. En attendant les élections législatives anticipées des 23 et 30 juin 1968, Pompidou remanie en profondeur son gouvernement. Tous ses membres, sauf André Malraux, se présentent dans une circonscription aux législatives. Le Premier ministre est sorti renforcé de la crise et des élections législatives qui sont marquées par un véritable raz-de-marée gaulliste : l'Union pour la défense de la République (UDR), nouveau nom du parti gaulliste, obtient à elle seule la majorité absolue avec 294 sièges sur 485, une première en France, et en tout, la majorité dispose de 367 députés, tandis que de nombreuses personnalités de l'opposition sont battues, dont Pierre Mendès France. Pompidou entretient ensuite des relations de plus en plus tendues avec Charles de Gaulle et se montre réservé face à certains grands projets du chef de l'État tel que le référendum sur la participation. Il présente une nouvelle fois sa démission, comme le veut la tradition, après le résultat des législatives le 1er juillet 1968 mais de Gaulle fait mine dans un premier temps de la refuser tout en confirmant cinq jours plus tard le départ de Pompidou. Celui-ci est officiel le 10 juillet 1968, le président de la République écrivant à son ancien chef de gouvernement en acceptant sa démission qu'il doit « se sentir prêt à accomplir toute mission et à assurer tout mandat qui pourrait un jour lui être confié par la nation ». Il est remplacé le même jour par Maurice Couve de Murville. Étant resté à Matignon plus de six ans, Georges Pompidou est en 2024 le Premier ministre français resté le plus longtemps en fonction sous un régime républicain.

### «En réserve de la République»
Conseiller municipal de Cajarc (Lot) depuis 1965, élu député du Cantal au premier tour le 23 juin 1968 avec 80 % des suffrages exprimés, Georges Pompidou siège alors pour la première fois réellement à l'Assemblée nationale où il prend la présidence d'honneur du groupe UDR, mais se tient à l'écart des travaux parlementaires, alors que les gaullistes de gauche ont pris l'ascendant au sein du gouvernement.
Lorsque Georges Pompidou, lors d'un voyage à Rome en janvier 1969, est interrogé sur la façon dont il voit son avenir, il répond : « Ce n'est un mystère pour personne que je serai candidat à une élection à la présidence de la République quand il y en aura une, mais je ne suis pas du tout pressé ». Cet « appel de Rome » lui vaut les critiques de nombreuses personnalités gaullistes et est considéré comme un facteur de l'échec du référendum de 1969, les Français ayant perçu une alternative au général de Gaulle. Son amitié avec Louis Vallon, déjà malmenée par leurs divergences sur la participation, n'y survit pas.
C'est aussi à cette époque post-68 qu'éclate l'affaire Marković (le garde du corps d'Alain Delon assassiné) où l'on tente de compromettre sa femme en faisant circuler des rumeurs à son sujet (on parle de photos d'orgies où Claude Pompidou, sa femme, figurerait, photos qui se sont révélées être des faux grossiers). Blessé à l'extrême, il reproche à l’Élysée de ne pas l'avoir averti, et surtout à René Capitant, alors Garde des Sceaux, d'avoir laissé cette rumeur déshonorante, basée sur les paroles d'un voyou, se propager. C'est le point de rupture définitif entre le Général et Pompidou.

### Élection présidentielle de 1969

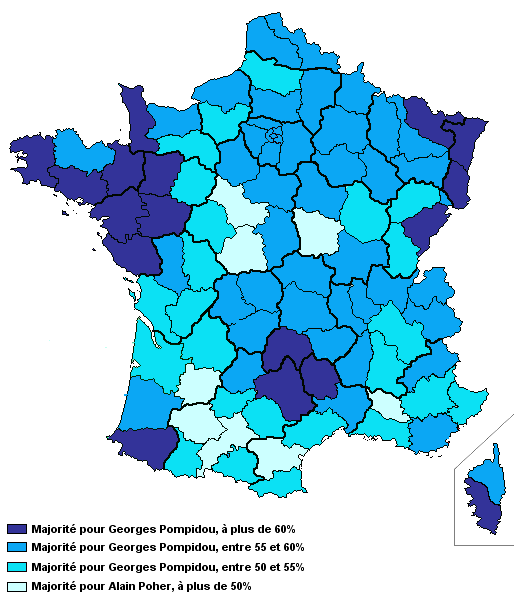
Résultats du second tour de l'élection présidentielle de 1969 par département en France métropolitaine.

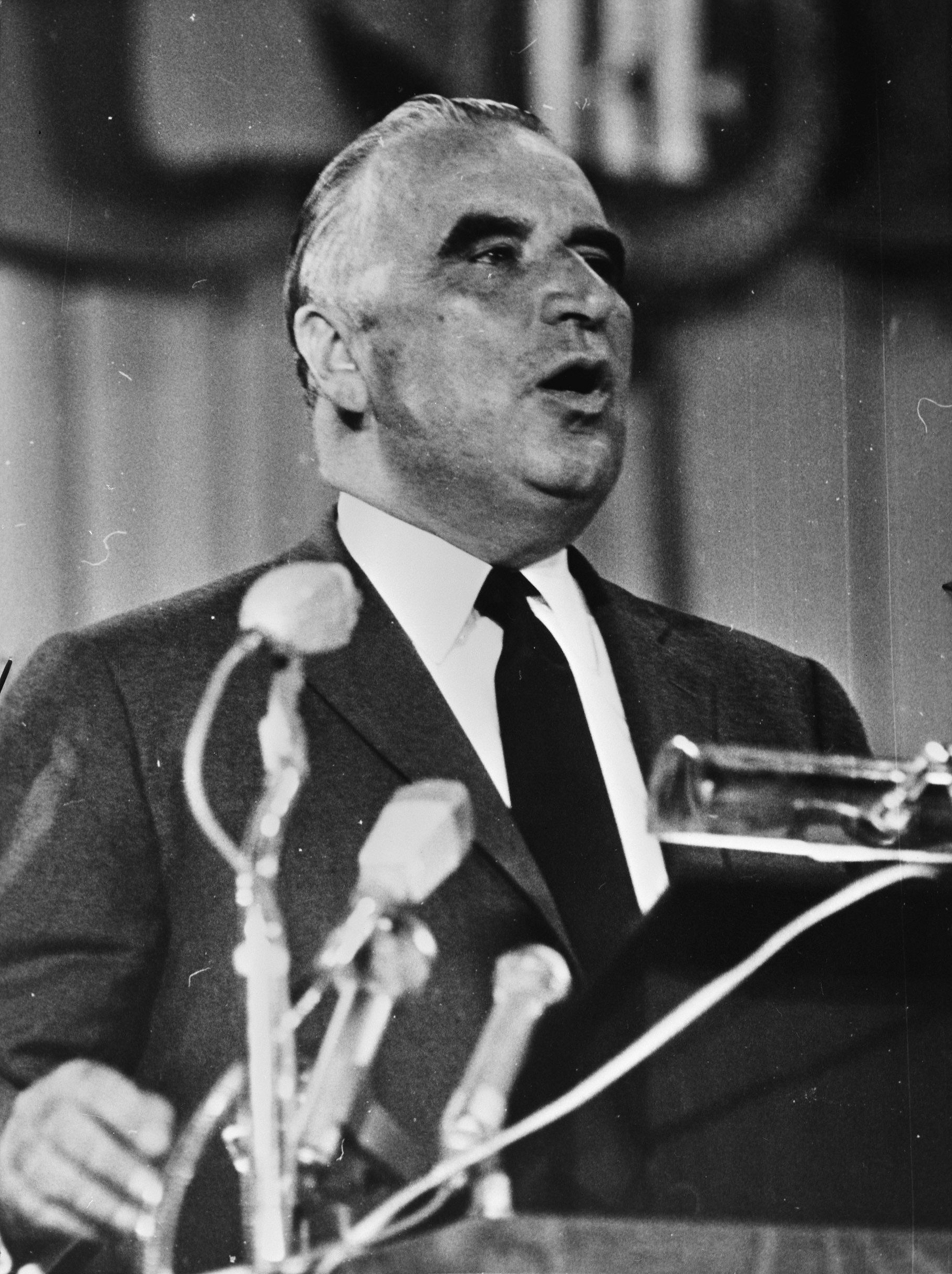
Georges Pompidou tenant une réunion publique le 29 avril 1969.

Après l'échec du référendum d'avril 1969, le général de Gaulle démissionne de ses fonctions et une élection présidentielle anticipée est organisée.
Georges Pompidou se déclare candidat le 30 avril 1969. Il obtient aussitôt le ralliement de l'UDR. Seule une partie des gaullistes de gauche, derrière René Capitant (qui envisage même un moment de se présenter) et Louis Vallon, ne le soutiennent pas. Ce dernier sera ensuite exclu de l'UDR pour avoir publié après l'élection un virulent pamphlet contre Pompidou, L'Anti-de Gaulle.
Valéry Giscard d'Estaing, dirigeant de la Fédération nationale des républicains indépendants, cherche à susciter la candidature d'Antoine Pinay, qui se récuse, puis rencontre Alain Poher, avant de rallier Georges Pompidou le 30 avril. Ayant ainsi reconstitué l'ancienne majorité, l’ancien Premier ministre du Général s'attache à réaliser une ouverture en direction des centristes : René Pleven, Joseph Fontanet et Jacques Duhamel répondent à son appel.
Alors que la gauche se présente divisée, au contraire du scrutin présidentiel de 1965, le rival le plus sérieux de Georges Pompidou devient le président du Sénat, Alain Poher, qui exerce l'intérim de la fonction présidentielle. Le premier sondage du second tour donne d'ailleurs ce dernier vainqueur. Pompidou, qui mène une campagne particulièrement active en province, parvient cependant rapidement à renverser la tendance et arrive en tête du premier tour, le 1er juin, avec 44,5 % des suffrages exprimés, devant Alain Poher (23,3 %) et le communiste Jacques Duclos (21,3 %) ; le socialiste Gaston Defferre n'obtient que 5 % des voix.
Le Parti communiste français appelant à l'abstention, le second tour n'est plus qu'une formalité pour le candidat gaulliste. Le 15 juin 1969, Georges Pompidou est élu président de la République avec 58,21 % (11 millions de voix) face à Alain Poher (8 millions).

### Président de la République

#### Considérations générales

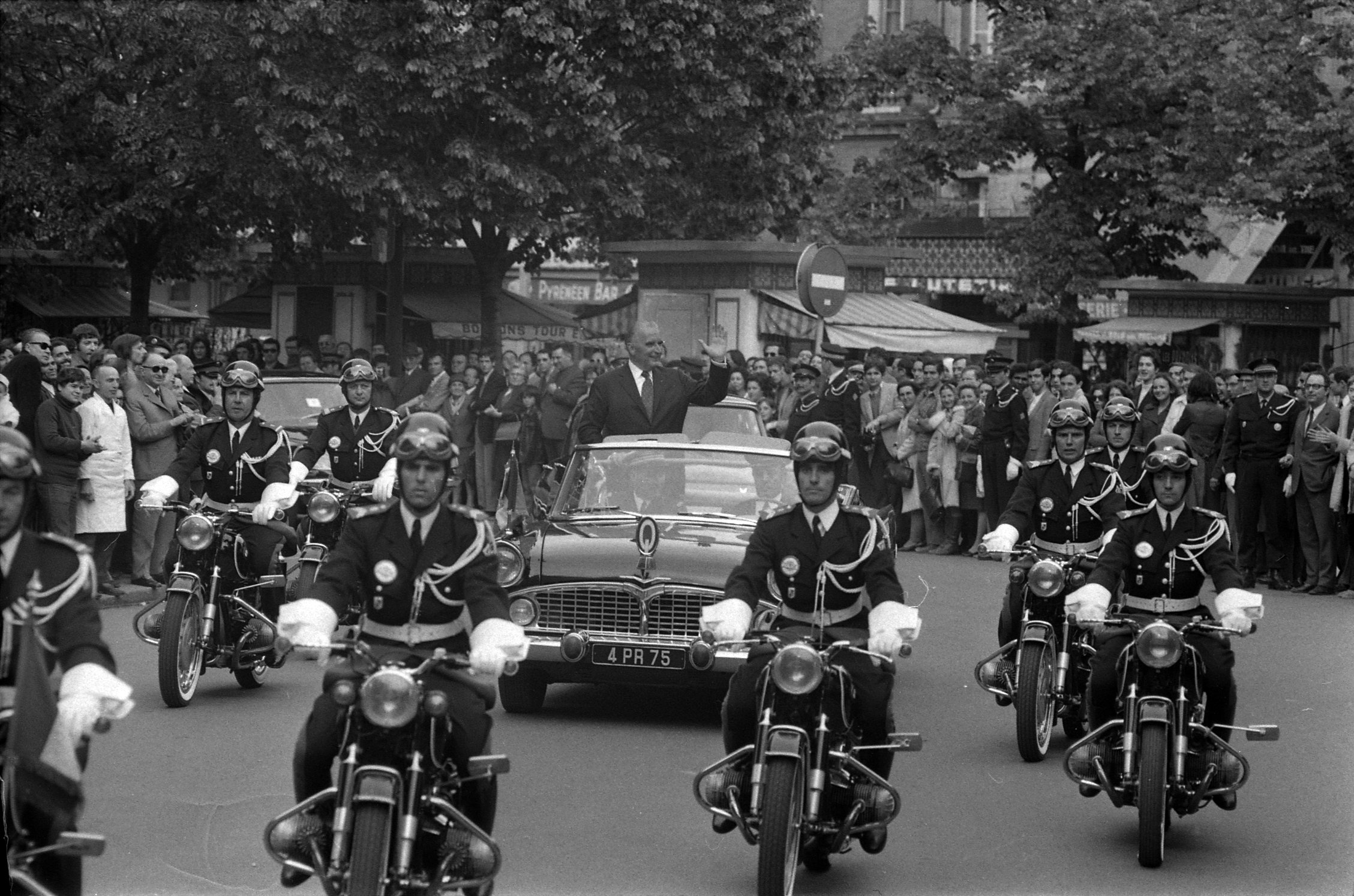
Georges Pompidou à Toulouse en 1971.

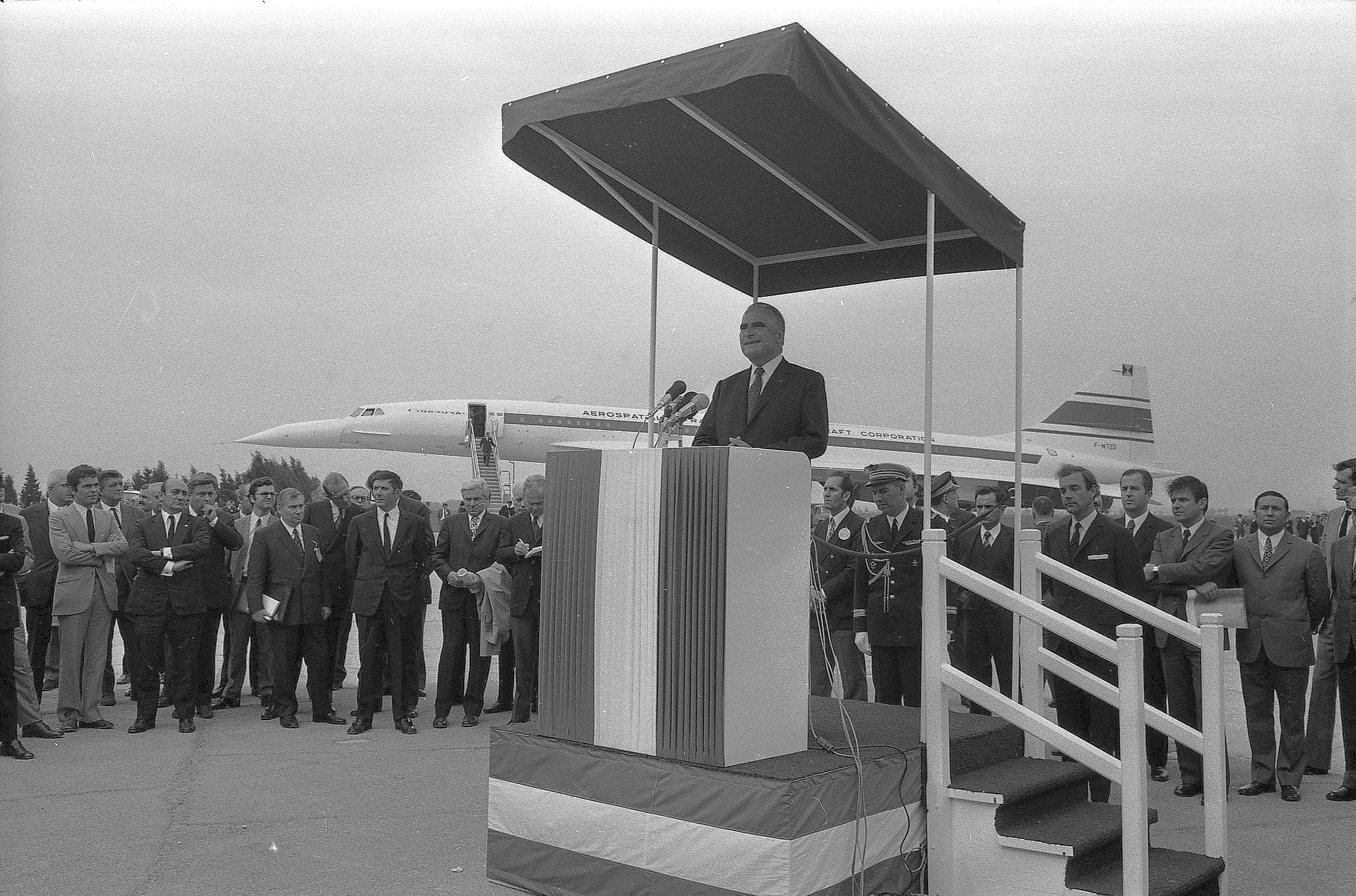
Georges Pompidou devant le Concorde (Blagnac, 1971).

Georges Pompidou est investi président de la République le 20 juin 1969. Le même jour, il nomme Jacques Chaban-Delmas comme Premier ministre, fonction que celui-ci occupe jusqu'au 5 juillet 1972 ; Pierre Messmer est ensuite chef du gouvernement jusqu'au 27 mai 1974. Sa première initiative en politique extérieure est de convoquer un sommet des chefs d'État des six membres de la Communauté économique européenne pour rompre l'isolement diplomatique de la France et donner une nouvelle dynamique à la construction européenne : c'est la relance de La Haye. Si la défense des intérêts nationaux de la France est prioritaire, il se montre sincèrement europhile, énonçant le triptyque « achèvement, approfondissement et élargissement » qui sert de base à la politique de construction européenne par la suite.
Sur la scène internationale, Georges Pompidou continue la politique gaullienne d'indépendance tout en l'assouplissant, notamment à l'égard des États-Unis et de la Grande-Bretagne dont il accepte l'entrée dans la Communauté économique européenne (CEE).
Au niveau national, Georges Pompidou entend moderniser la France. Il continue la modernisation économique et l'industrialisation (avec le lancement ou la concrétisation de grands projets français ou européens, tels le consortium Airbus ou le TGV), tout en devant faire face à des conflits sociaux et aux premiers contrecoups du choc pétrolier de 1973. Il suscite les critiques d'hommes politiques conservateurs tels qu'Édouard Lebas, ancien préfet de la Manche et ancien député gaulliste, qui le qualifie dans le Journal du Parlement de « Pompilate », diatribe dans laquelle on peut lire : « Pompidou 1er le Mécréant s'est astreint à aller à la messe ».
Amoureux de l'automobile, il soutient son développement déjà largement entamé dans les années 1960. Il s'attarde longuement au Salon de l'automobile et héroïse la victoire de Matra aux 24 Heures du Mans 1972. Son nom est associé à la voie Georges-Pompidou sur la berge droite de la Seine inaugurée en 1967 et il fait accélérer la réalisation du boulevard périphérique qui est achevé en 1973. C'est cependant à tort qu'on lui attribue généralement la paternité du plan autoroutier pour Paris qui a principalement été conçu par les services techniques, les architectes et urbanistes de la ville de Paris.
Toutefois, devant la progression des accidents de la route, il crée le Comité interministériel de la sécurité routière. Sa vision est souvent résumée à la formule « Il faut adapter la ville à l'automobile » alors qu'il déclarait en fait le 18 novembre 1971, de manière plus nuancée : « La voiture existe, il faut s'en accommoder et il s'agit d'adapter Paris à la fois à la vie des Parisiens et aux nécessités de l'automobile à condition que les automobilistes veuillent bien se discipliner ».
À la suite de son discours de Chicago le 28 février 1970, qu'il conclut en évoquant « les devoirs de solidarité qu'implique la sauvegarde de la maison des hommes », il crée le ministère de l'Environnement, confié à Robert Poujade, faisant de la France le deuxième pays dans le monde à avoir un ministère de ce type après le Royaume-Uni. Il s'oppose aussi à l'abattage des arbres le long des routes.
Il favorise la modernisation de l'agriculture et de l'agro-industrie. Dans le même temps, il lance les premiers labels et appellations d'origine.
Saisi en référé par l'avocat René Floriot représentant le président Pompidou, le Tribunal de grande instance de Paris a, en 1970, interdit au journal L'Express de publier une publicité utilisant l'image du président de la République. La photo prise pendant les vacances présidentielles en Bretagne montrait Georges Pompidou à bord d'un bateau équipé d'un moteur de marque Mercury, commanditaire de la publicité[réf. nécessaire].
Le 8 décembre 1972, lors d'une conférence à l'Institut d'études politiques de Paris, Georges Pompidou cite Charles Maurras en affirmant : « quelqu'un qui n'a jamais été mon maître à penser, tant s'en faut, Charles Maurras a, dans Kiel et Tanger, dès 1910, prévu le monde actuel »,.

#### Grandes étapes de sa présidence

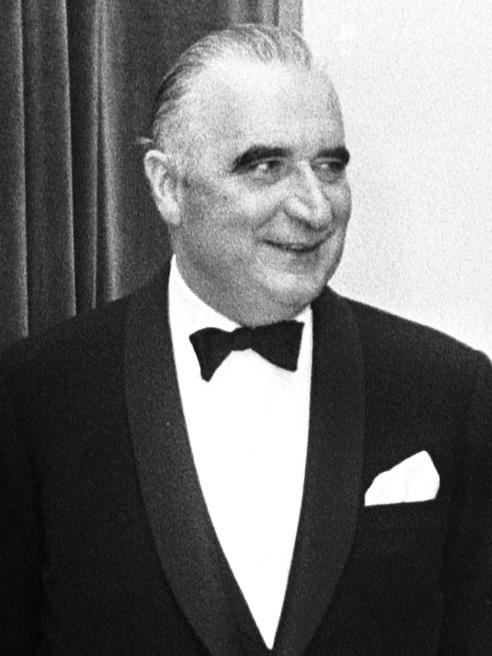
Georges Pompidou en 1969.

Gouvernement Jacques Chaban-Delmas (20 juin 1969 - 5 juillet 1972)
- 1969 :
  - 26 juin : Chaban-Delmas présente son programme « la nouvelle société » reposant sur l'élargissement des libertés publiques, la participation dans les entreprises, l'accroissement des pouvoirs régionaux et le développement de la solidarité.
  - 8 août : dévaluation du franc de 12,5 %.
  - 16 septembre : dans son discours de politique générale, le Premier ministre, Jacques Chaban-Delmas, exprime le souhait d'organiser une compétition véritable entre les deux chaînes de télévision de l'ORTF ; ce discours se traduit par la création de deux unités autonomes d’information puis par deux directions distinctes.
  - décembre : loi sur l'actionnariat ouvrier chez Renault[50], inauguration de la première ligne de RER (Nation-Boissy Saint-Léger), abandon par la France de la filière graphite-gaz pour la filière nucléaire.
  - 15 décembre : passionné par la culture et l'art, Georges Pompidou annonce la création d'un centre d'art contemporain à Paris, qui porte aujourd'hui le nom de Centre national d'art et de culture Georges-Pompidou.
- 1970 :
  - 7 janvier : loi instituant le SMIC à la place du SMIG.
  - février : visite officielle aux États-Unis[51].
  - 28 février : son discours de Chicago, évoquant les problèmes de l’environnement urbain[52], est  considéré comme celui fondateur sur l'environnement[53]. Il y déclare notamment« L'emprise de l’homme sur la nature est devenue telle qu’elle comporte le risque de destruction de la nature elle-même »[54].
  - 4 juin : loi « anticasseurs »[55].
  - 2 juillet : déclaration de Georges Pompidou à propos de l'ORTF, selon lequel l’« information doit être libre… indépendante… et impartiale ». Il rappelle aux journalistes de l’ORTF que leur parole « engage la France ».
  - 17 juillet :
  - pour contrecarrer les enquêtes journalistiques de plus en plus pressantes autour de sa santé (voir infra), Pompidou fait voter la loi instituant l'article 9 du Code civil qui garantit à chacun le « droit au respect de sa vie privée »[56] et de nouveaux articles du Code de procédure pénale punissant les atteintes à ce droit.
  - Fusion des trois constructeurs aéronautiques publics français (Sud-Aviation, Nord-Aviation et SEREB) pour former la Société nationale industrielle aérospatiale (SNIAS ou « Aérospatiale »). Celle-ci s'associe la même année avec l'allemand Deutsche Airbus pour créer le consortium (sous forme de GIE) Airbus.
  - 9 novembre : décès du général de Gaulle à Colombey les Deux Églises. Pompidou s'adresse aux Français et commence son discours magistralement : « Le général de Gaulle est mort. La France est veuve. » Cérémonie à Notre-Dame de Paris en présence de nombreux chefs d'État.
- 1971 :
  - janvier : remaniement ministériel
  - 23 juin : les six pays membres de la Communauté économique européenne (Allemagne, Belgique, Pays-Bas, Italie, France, Luxembourg) acceptent l'adhésion du Royaume-Uni.
  - 23 novembre : grâce présidentielle accordée au fugitif Paul Touvier. Cette mesure déclenche une tempête. Pompidou se justifie, lors d'une conférence de presse le 21 septembre 1972, en citant, au détour de ses explications[57], une expression (« les Français ne s'aimaient pas »), qui avait par ailleurs été utilisée en 1916 par Charles Maurras dans le titre d'un de ses livres, Quand les Français ne s'aimaient pas, dans un contexte totalement différent.

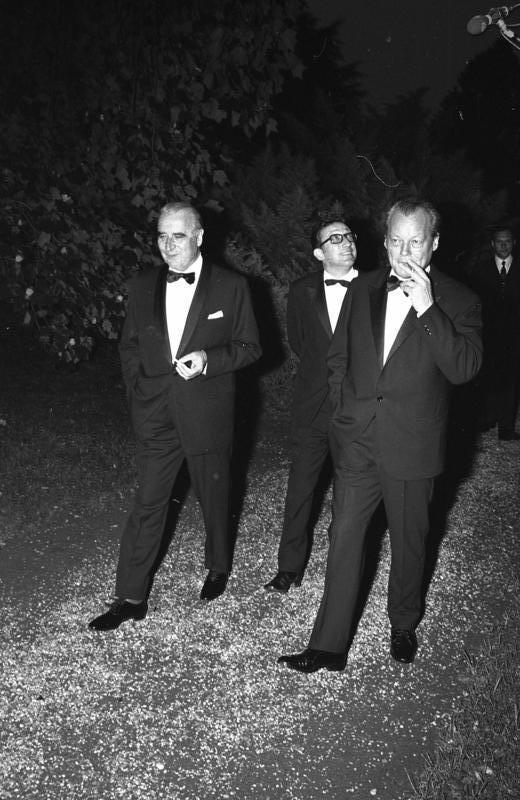
Georges Pompidou et le chancelier allemand Willy Brandt le 3 juillet 1972.

- - 13 décembre : protestant contre le fait que l'ORTF ait coupé une partie de son reportage concernant « les sentiments ambigus » du président de la République envers les résistants et la Résistance intérieure française, Maurice Clavel quitte théâtralement le plateau de l'ORTF en lançant « Messieurs les censeurs, bonsoir ! ».
- 1972 :
  - 19 janvier : le Canard enchaîné publie la déclaration de revenus du Premier ministre.
  - 4 avril : début des essais du turbotrain expérimental TGV 001 sur la ligne d'Alsace.
  - 23 avril : référendum approuvant l'élargissement de la CEE au Danemark, à la Norvège, à l'Irlande et au Royaume-Uni, avec un résultat de 68,3 % de « oui » mais avec 40 % d'abstentions[58].
  - 24 avril : création du serpent monétaire européen.
  - 5 juillet : Chaban-Delmas démissionne à la demande du président de la République et est remplacé par Pierre Messmer.

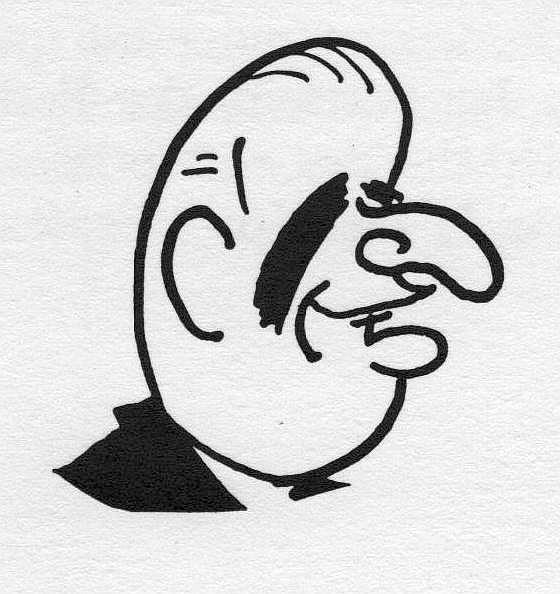
Pompidou caricaturé par Maurice Tournade.

Gouvernements Pierre Messmer (7 juillet 1972 - 27 mai 1974)
- 1972 :
  - 14 juillet : nouveau statut de l'ORTF présidé par Arthur Conte.
  - 28 novembre : exécution de Roger Bontems, conséquence du refus de la grâce présidentielle.
  - 31 décembre : création de la troisième chaîne de télévision.
- 1973 :
  - Janvier : la CEE devient l'Europe des 9 (Allemagne, Belgique, Danemark, Pays-Bas, Irlande, Italie, France, Luxembourg, Royaume-Uni). La Norvège reste en dehors de la CEE à la suite du rejet par référendum de l'adhésion.
  - 3 janvier : la loi no 73-7 du 3 janvier 1973 modifie les statuts de la Banque de France.
  - 3 janvier : loi instituant le Médiateur de la République, poste qui revient à Antoine Pinay.
  - 4 et 11 mars : élections législatives remportées par l'UDR (néanmoins en recul par rapport à son score historique de 1968, avec 23,9 % au 1er tour et 184 sièges sur 311) et ses alliés des Républicains indépendants (6,9 % et 54 élus) et du Centre démocratie et progrès (CDP, ou « centristes ralliés », 3,9 % et 23 députés). La majorité présidentielle totalise ainsi 261 sièges, 16 de plus que le seuil de la majorité absolue. La gauche (PS, PCF, radicaux de gauche) était pour sa part, pour la première fois depuis 1965, partie unie autour d'un programme commun et sous la direction de François Mitterrand : elle réunit 42,9 % des suffrages au 1er tour et 176 députés.
  - 15 mars : création du Service central de la sûreté des installations nucléaires (SCSIN). Mise en service à Marcoule de Phénix, première centrale française à neutrons rapides.
  - 3 avril : Georges Pompidou propose une réforme constitutionnelle ayant pour but de ramener le mandat présidentiel à cinq ans.
  - 5 avril : remaniement ministériel.
  - 25 avril : inauguration du périphérique parisien.
  - 31 mai : rencontre avec le président des États-Unis Richard Nixon à Reykjavik (Islande)[59].

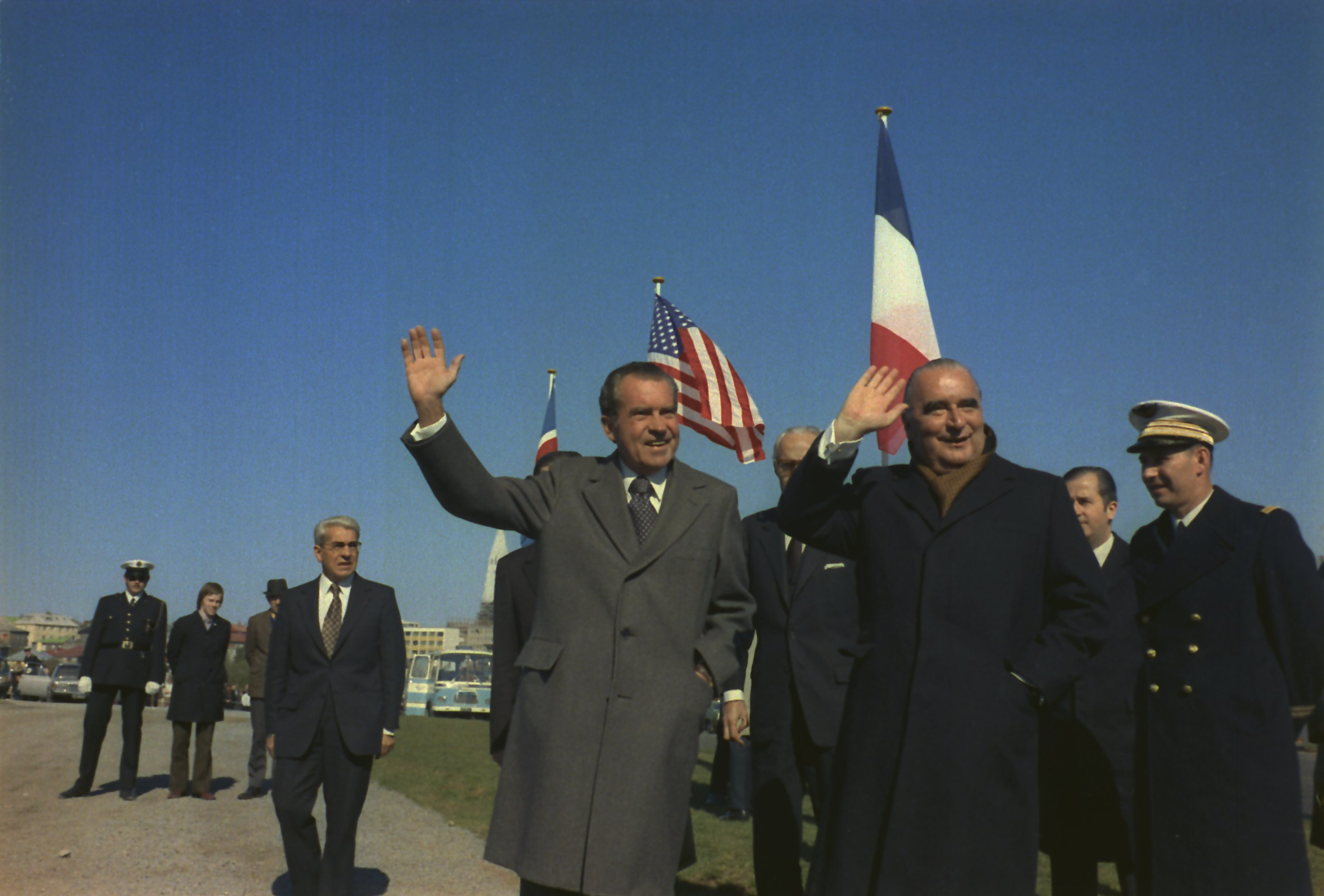
Georges Pompidou avec le président américain Nixon, à Reykjavik (Islande) le 31 mai 1973.

- - 12 juin : l'horloger Lip dépose son bilan. L'usine de Besançon est occupée.
  - 25 août : rassemblement à La Cavalerie de 80 000 personnes[60] organisé par les Paysans-travailleurs contre l'extension du camp militaire du Larzac.
  - 17 octobre : premier choc pétrolier causé par la décision des pays de l'OPEP d'augmenter considérablement le prix du pétrole brut et de frapper d'embargo les alliés d'Israël à la suite du déclenchement de la guerre du Kippour. La France, non concernée par l'embargo, se rend compte de sa dépendance énergétique.
  - 24 octobre : ajournement de la réforme du quinquennat.
  - 6 novembre : Déclaration commune des gouvernements de la Communauté économique européenne sur la situation au Proche-Orient qui, à l'initiative du président Pompidou, exprime leur adhésion à la politique française d'ouverture aux demandes des pays arabes[61],[62].
  - 4 décembre : un journaliste du Canard enchaîné découvre des agents des renseignements généraux déguisés en plombiers en train de placer des micros dans leurs nouveaux locaux.
  - 20 décembre : adoption de la loi Royer limitant l'ouverture des grandes surfaces.
  - 22 décembre : les pays arabes diminuent de 25 % les exportations de pétrole et augmentent le prix du baril de 17 %. Le prix du baril brut de pétrole passe de 5,092 $ à 11,651 $. La facture française passera de 17 à 123 milliards de francs.
  - fin décembre : la France compte 421 000 chômeurs (2,7 % de la population active).
- 1974 :
  - 19 janvier : la France sort du serpent monétaire européen.
  - 1er mars : remaniement ministériel.
  - 3 mars : décision du gouvernement de développer les investissements dans le programme nucléaire afin d'assurer son indépendance énergétique.
  - 5 mars : le Premier ministre Pierre Messmer annonce le lancement de la construction d'une première ligne à grande vitesse entre Paris et Lyon, la LGV Sud-Est, équipée du TGV d'Alstom. Le projet concurrent d'aérotrain entre Cergy et La Défense est pour sa part rejeté par l'État le 17 juillet.
  - 8 mars : inauguration de l'aéroport de Paris-Charles-de-Gaulle.
  - 11-13 mars : dernier voyage à l'étranger de Georges Pompidou, en URSS où il rencontre Léonid Brejnev. Son visage gonflé accrédite les rumeurs sur sa maladie.
  - 2 avril : décès de Georges Pompidou. Le président du Sénat, Alain Poher, assure l'intérim.
  - 6 avril : jour des obsèques, décrété journée de deuil national[63].

#### Maladie et mort

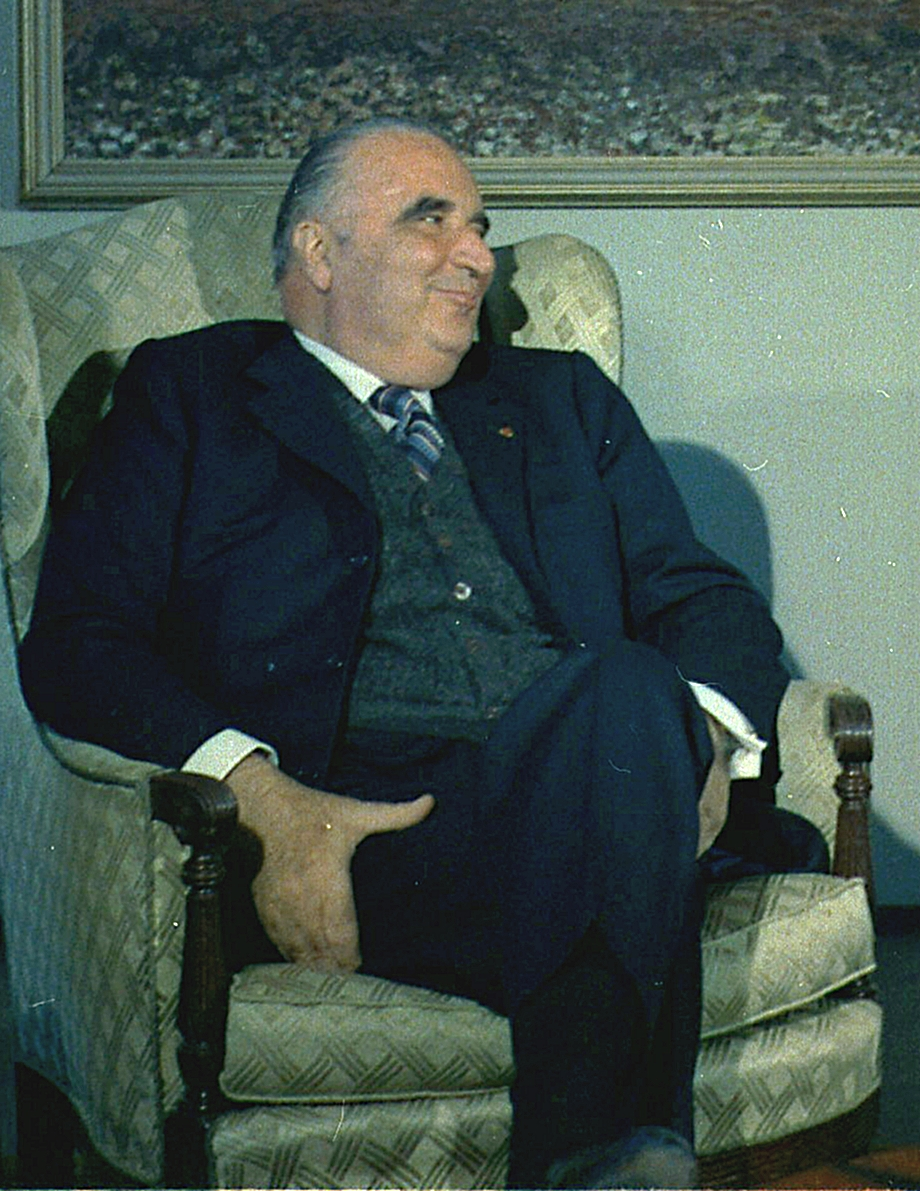
Le visage du président Pompidou, rendu bouffi par le traitement de sa maladie, choque lors du sommet franco-américain de Reykjavik en 1973.

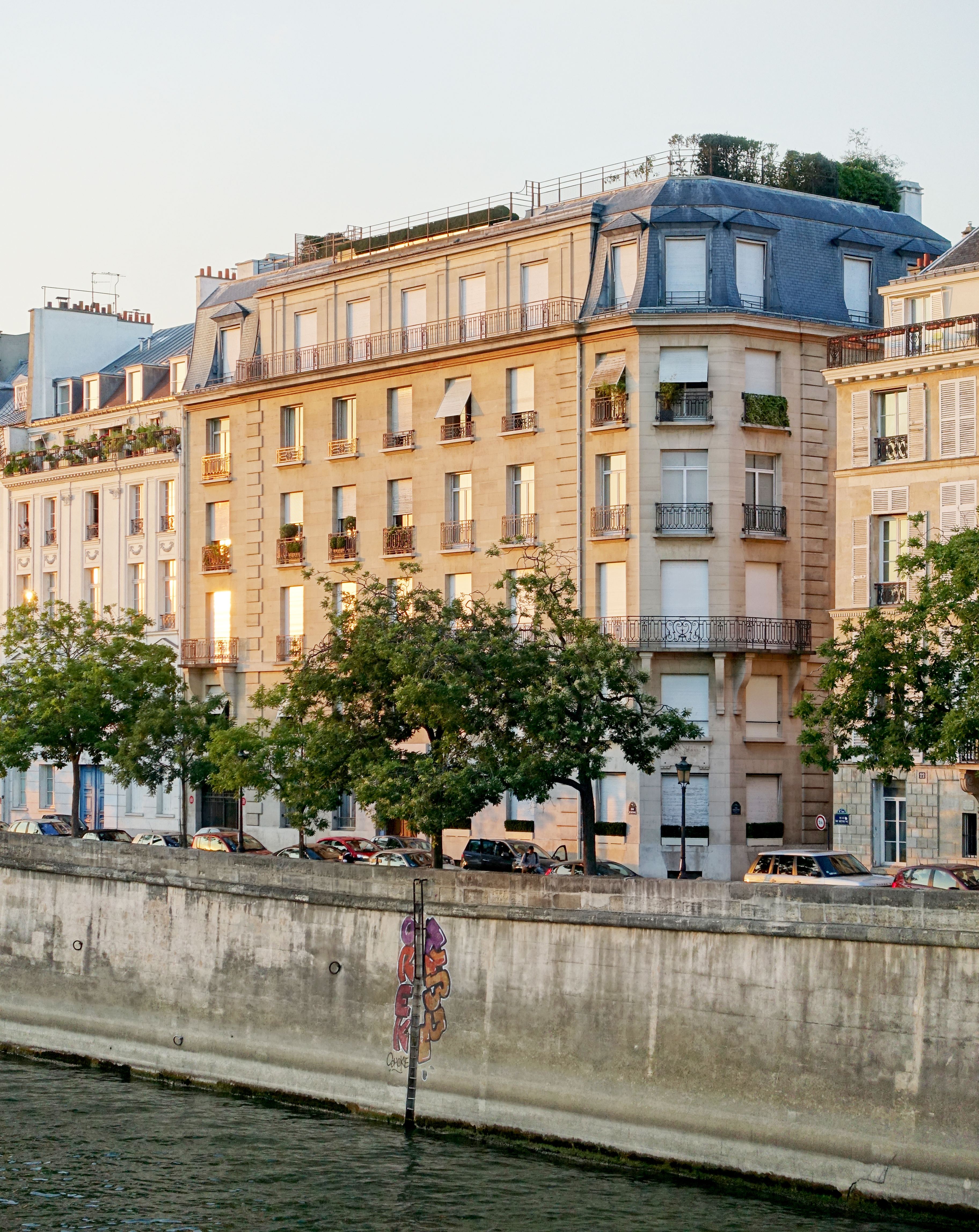
Le 24, quai de Béthune, dernier lieu de vie de Georges Pompidou.

Avant son élection à la présidence de la République, Georges Pompidou se plaint de fatigues et de maux de tête, puis de saignements de nez et d'états grippaux. Des examens révèlent qu’il est atteint par la maladie de Waldenström.
À partir de début 1973, la maladie et ses traitements rendent son visage très gonflé et ralentissent sa démarche. Son changement d’apparence surprend lors de ses entretiens avec des dirigeants étrangers, notamment en janvier 1973 avec Léonid Brejnev et en mai avec Richard Nixon. Malgré les pressions, la presse française évoque la santé du président. Il se consacre alors surtout à la politique étrangère, limite ses déplacements et délègue de plus en plus, notamment au secrétaire général de la présidence de la République, Édouard Balladur,.
Alors que les rumeurs sur son état de santé se multiplient, la communication de l'Élysée se veut rassurante. De simples « grippes » sont évoquées. Lors d'une conférence de presse, Georges Pompidou annonce même qu'il envisage de briguer un second mandat en 1976. Les hypothèses sur une démission anticipée du président se renforcent,. Un communiqué du 21 mars 1974 fait état d'une « lésion bénigne d'origine vasculaire, située dans la région ano-rectale, et hyperalgique par intermittence », la maladie de Waldenström étant caractérisée par des hémorragies importantes.
Georges Pompidou meurt finalement dans son appartement parisien du deuxième étage de l'hôtel d'Hesselin, au 24 quai de Béthune sur l'île Saint-Louis, le 2 avril 1974 à 21 h à l'âge de 62 ans. Sa mort est annoncée le soir même.

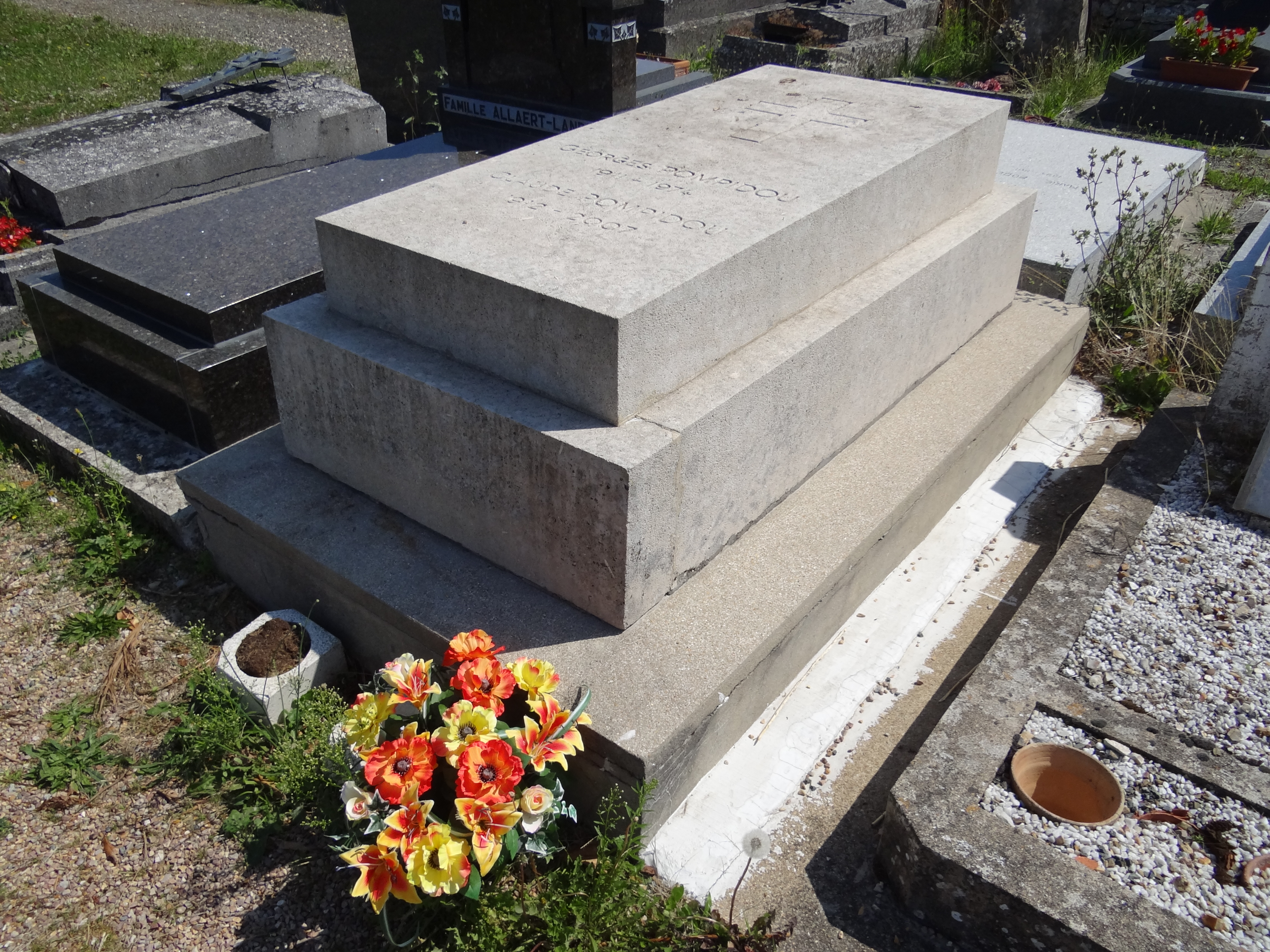
La tombe de Georges et Claude Pompidou, à Orvilliers où le couple possédait une maison de campagne.

Après une cérémonie en l'église Saint-Louis-en-l'Île, il est inhumé le 4 avril 1974 à Orvilliers, dans la plus stricte intimité (seulement une vingtaine de personnes) et un grand dépouillement, sans fleurs, ni couronnes, ni monument funéraire. Une simple dalle de pierre est mise en place, comme il l'a souhaité dans son testament rédigé en août 1972. Le 6 avril 1974, ses obsèques sont célébrées à la cathédrale Notre-Dame de Paris, lors d'une cérémonie présidée par l'archevêque de Paris, le cardinal François Marty, en la présence d'une cinquantaine de chefs d'État,.
Une polémique se développe ensuite au sujet du secret tenu autour de sa maladie, et la classe politique « convient » alors que les futurs présidents de la République devront rendre compte de leur état de santé (François Mitterrand, qui s'était engagé durant sa campagne de 1981 à publier des bulletins de santé réguliers, dissimulera lui aussi, après son accession au pouvoir, la gravité de la maladie dont il souffrait).

## Détail des mandats et fonctions

### À la présidence de la République
- 20 juin 1969 – 2 avril 1974 : président de la République française.

### Au gouvernement
- 14 avril 1962 – 10 juillet 1968 : Premier ministre.
- 28 mai 1968 – 31 mai 1968 : ministre de l'Éducation nationale (par intérim).

### Au Parlement
- 3 avril – 6 mai 1967 : député de la 2e circonscription du Cantal.
- 11 juillet 1968 – 15 juin 1969 : député de la 2e circonscription du Cantal.

### Autres fonctions
- 5 mars 1959 – 14 avril 1962 : membre du Conseil constitutionnel.
- 14 mars 1965 – 15 juin 1969 : conseiller municipal de Cajarc (Lot).

## Distinctions

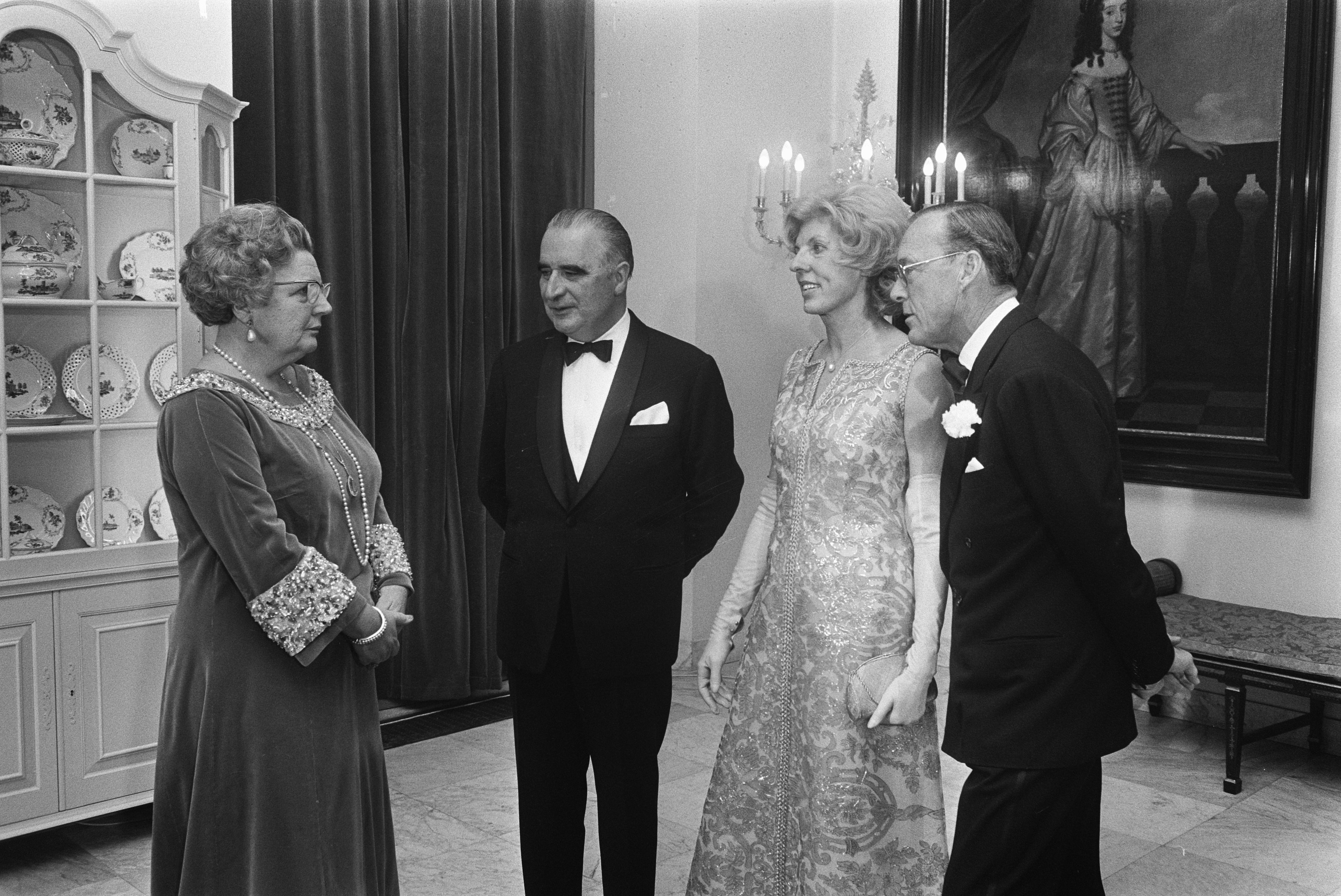
Georges Pompidou avec la reine Juliana au Huis ten Bosch (1 décembre 1969).

### Décorations
Les nombreux insignes des décorations de Georges Pompidou sont conservés dans son fonds d'archives privées aux Archives nationales, et dont l'inventaire est en ligne.

#### Françaises
- Grand-croix de la Légion d'honneur (1969 ; grand maître de l'ordre entre 1969 et 1974, en tant que président de la République ; il fut chevalier en 1948 puis officier en 1957)
- Grand-croix de l'ordre national du Mérite (1969 ; grand maître de l'ordre entre 1969 et 1974, en tant que président de la République)
- Croix de guerre 1939-1945
- Commandeur de l'ordre de l'Étoile noire[76]
- Officier de l'ordre du Mérite touristique[76]

#### Étrangères
- Bailli grand-croix d'honneur et de dévotion de l'ordre souverain de Malte (ordre souverain de Malte, 2 février 1961)[76][77]
- Grand-croix de l'ordre du Mérite de la République fédérale d'Allemagne (Allemagne)[76]
- Grand-croix de la décoration d'honneur pour services rendus à la République d'Autriche (Autriche)[76]
- Grand cordon de l'ordre de Léopold (Belgique, 26 mai 1971)[76][78]
- Grand-croix de l'ordre royal du Cambodge (Cambodge)[76]
- Grand-croix de l'ordre de la Valeur (Cameroun)[76]
- Grand-officier de l'ordre du Mérite centrafricain (Centrafrique)[76]
- Grand-croix de l'ordre du Mérite du Chili (Chili)[76]
- Grand-croix de l'ordre de Boyacá (Colombie)[76]
- Commandeur de l'ordre du Saïd Ali (Comores)[76]
- Grand-croix de l'ordre national du Léopard (Congo)[76]
- Grand-croix de l'ordre national de la République de Côte d'Ivoire (Côte d'Ivoire)[76]
- Grand-croix de l'ordre national de Dahomey (Dahomey)[76]
- Grand-croix de l'ordre de Dannebrog (Danemark)[76]
- Collier de l'ordre de la reine de Saba (Éthiopie)[76]
- Grand-croix de l'ordre de la Rose blanche (Finlande)[76]
- Grand-croix de l'ordre national du Mérite (Gabon)[76]
- Grand-croix de l'ordre de l'Étoile équatoriale (Gabon)[76]
- Grand-croix de l'ordre de Georges Ier (Grèce)[76]
- Grand-croix de l'ordre national du Mérite (Haute-Volta)[76]
- Première classe de l'ordre de l'Étoile de la république d'Indonésie (en) (Indonésie, 13 novembre 1972)[76]
- Grand-croix de l'ordre des Deux Rivières (Irak)[76]
- Grand-croix de l'ordre de la Couronne (Iran)[76]
- Chevalier grand-croix au grand cordon de l'ordre du Mérite (Italie, 1er octobre 1973)[76][79]
- Grand cordon de l'ordre suprême de la Renaissance (Jordanie)[76]
- Grand-officier de l'ordre du Million d'Éléphants et du Parasol blanc (Laos)[76]
- Grand cordon de l'ordre national du Cèdre (Liban)[76]
- Commandeur de l'ordre des Pionniers du Libéria (Libéria)[76]
- Chevalier de l'ordre du Lion d'or de la maison de Nassau (Luxembourg, 4 mai 1972)[76]
- Grand-croix de l'ordre de la Couronne de chêne (Luxembourg)[76]
- Grand-croix de l'ordre national du Mali (Mali)[76]
- Grand cordon de l'ordre du Ouissam alaouite (Maroc)[76]
- Grand cordon de l'ordre du Mérite national (Mauritanie)[76]
- Collier de l'ordre de l'Aigle aztèque (Mexique)[76]
- Grand-croix de l'ordre de Tri Shakti Patta (Népal)[76]
- Grand-croix de l'ordre national du Niger (Niger)[76]
- Grand-croix de l'ordre de Saint-Olaf (Norvège, 1962)[76]
- Grand-croix de l'ordre d'Oman (Oman)[76]
- Grand-croix de l'ordre du Grand Chef (Pakistan)[76]
- Grand-croix de l'ordre du Lion néerlandais (Pays-Bas, 1er décembre 1969)[76]
- Grand-croix de l'ordre de la maison d'Orange (Pays-Bas)[76]
- Grand-croix de l'ordre Polonia Restituta (Pologne, 6 octobre 1972)[76]
- Grand-croix de l'ordre de l'Étoile de Roumanie (Roumanie)[76]
- Grand-croix de l'ordre de Tudor Vladimirescu G.L.I. (Roumanie)[76]
- Chevalier grand-croix de l'ordre du Bain (Royaume-Uni, 17 mai 1972)[80]
- Grand-croix de l'ordre de Pie IX (Saint-Siège)[76]
- Grand-croix de l'ordre de Saint-Sylvestre (Saint-Siège, 1964)[81]
- Grand-croix de l'ordre national du Lion (Sénégal)[76]
- Grand-croix de l'ordre du Mérite de Sénégal (Sénégal)[76]
- Commandeur grand-croix de l'ordre royal de l'Étoile polaire (Suède)[76]
- Grand-croix de l'ordre national du Tchad (Tchad)[76]
- Grand-croix de l'ordre du Mono (Togo)[76]
- Grand cordon de l'ordre de l'Indépendance (Tunisie, 1972)[76]
- Commandeur de l'ordre du Nichan Iftikhar (Tunisie)[76]

### Honneurs
- Il obtient un doctorat honoris causa de l'université de Delhi pendant son mandat de Premier ministre[82].

### Postérité

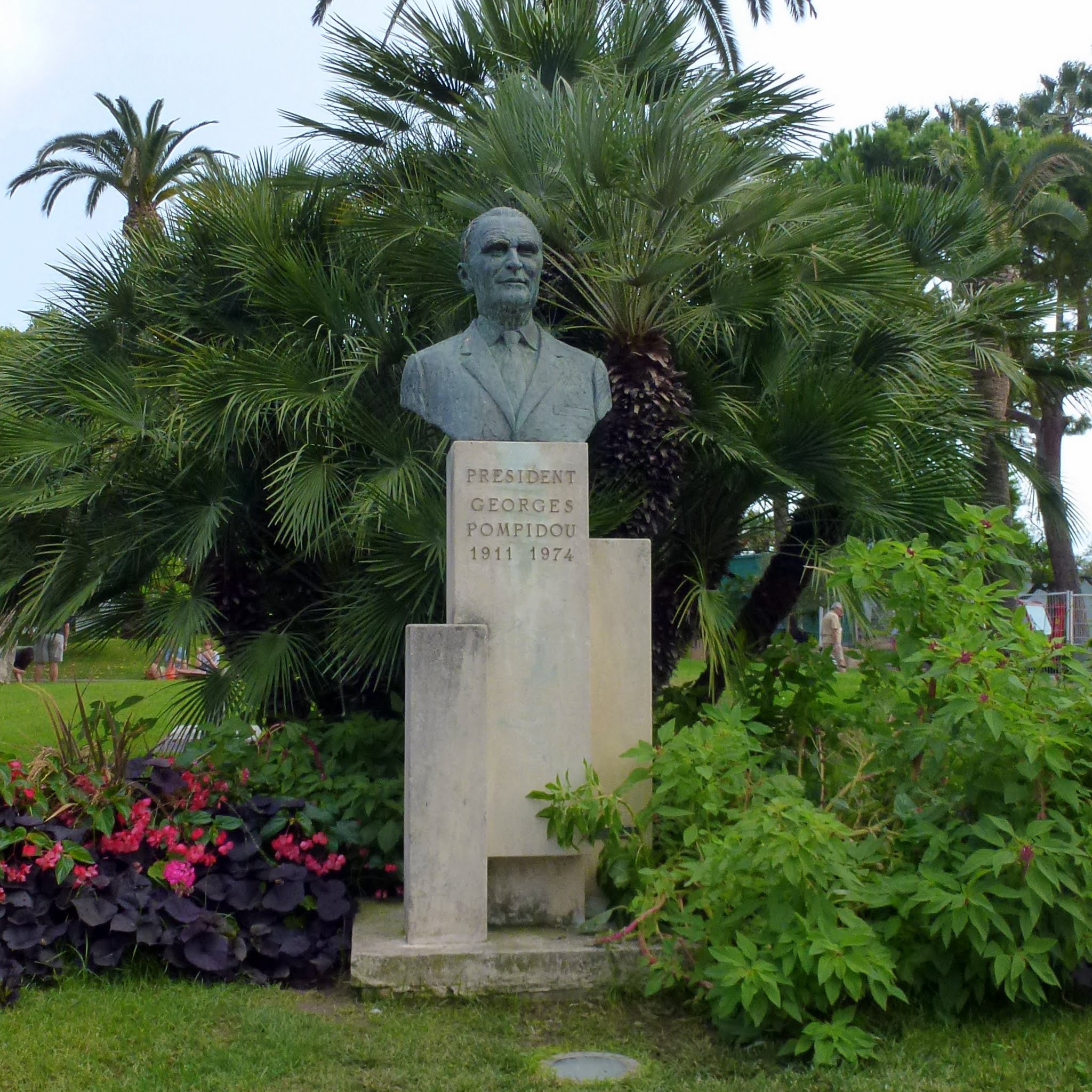
Buste en bronze du Président Georges Pompidou à Cannes.

De nombreuses voies de circulation et établissements scolaires ont été baptisés au nom de Georges Pompidou, en France et dans d'autres pays. En septembre 2023, 537 lieux sont baptisés du nom de l'ancien président (places, rues, etc.). Le parc Georges-Pompidou est un espace vert de six hectares, situé dans le secteur 4 de Grenoble.
Le centre d'art contemporain parisien qu'il avait annoncé dès 1969 est construit sous la présidence de son successeur Valéry Giscard d'Estaing et inauguré en 1977, sous le nom de Centre national d'art et de culture Georges-Pompidou, plus couramment « centre Georges-Pompidou » ou « centre Pompidou ». Son patronyme est repris pour les différentes antennes du centre à travers le monde : le Centre Pompidou-Metz en 2010, le Centre Pompidou Málaga en 2015, le Centre Pompidou West Bund Museum de Shanghai en 2019, le Kanal - Centre Pompidou de Bruxelles en 2024, le Centre Pompidou Hanwha Séoul prévu pour 2025 et le Centre Pompidou Al-Ula annoncé pour 2027. Le nom de l'ancien président est également donné à l'hôpital européen Georges-Pompidou à Paris, ouvert en 2000. En 2025, la bibliothèque du Conseil d'Etat est renommée en son hommage.
Trente-cinq ans après sa mort, en novembre 2009, un sondage BVA indique que 74 % des Français jugent favorablement son action à la présidence de la République, moins que Charles de Gaulle, mais plus que les autres présidents de la Ve République.

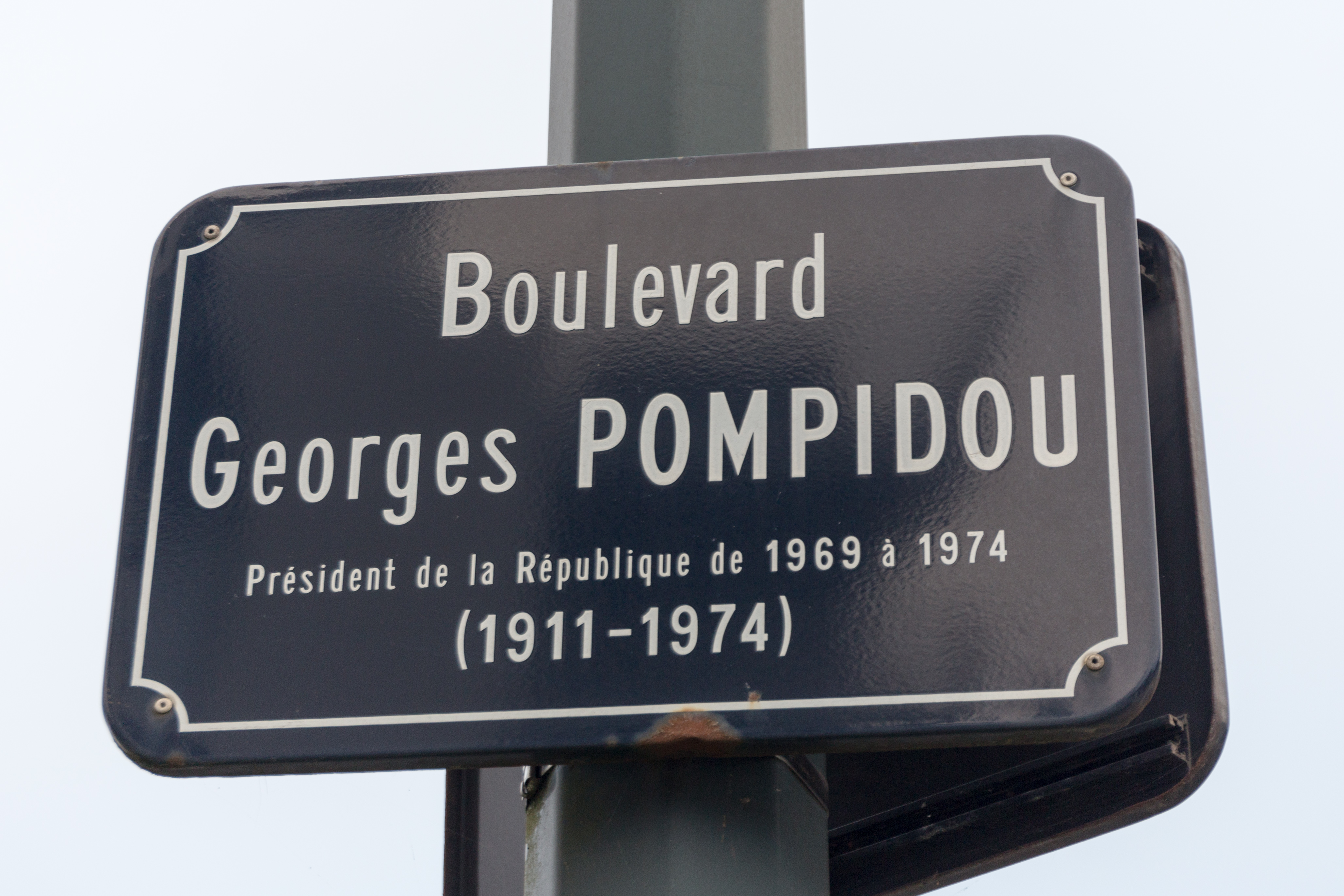
Boulevard Georges Pompidou à Rennes.

Logo du musée Georges-Pompidou, ouvert à Montboudif en 1999.

Le village natal de Georges Pompidou, Montboudif, a reçu pendant de longues années et jusqu'en 1995, six mois avant sa mort en janvier 1996, la visite de François Mitterrand. Selon le sénateur Michel Charasse, « je le déposais devant la mairie-école et il me demandait de le laisser, se souvient le sénateur, quand il revenait au bout d'un quart d'heure il se contentait de dire : « Quand même quel destin extraordinaire ». Montboudif accueille un musée en sa mémoire depuis le trentième anniversaire de son élection, en 1999.
Les papiers personnels de Georges Pompidou sont conservés aux Archives nationales, site de Pierrefitte-sur-Seine, sous la cote 555AP.
Une sculpture de Victor Vasarely, nommée Hommage à Georges Pompidou, se situe au centre Georges Pompidou. L'original de la sculpture est au musée Georges-Pompidou de Montboudif.

## Œuvres
- Anthologie de la poésie française, éd. Hachette, 1961 ; rééd. avec la mention « Nouvelle Édition suivi d'un post-scriptum », Le Livre de poche no 2495, 1984.
- Le Nœud gordien, éd. Plon, 1974.
- Entretiens et discours, deux vol., éd. Plon, 1975 (avant-propos d'Édouard Balladur).
- Pour rétablir une vérité, éd. Flammarion, 1982.
- Lettres, notes et portraits 1928-1974, éd. Robert Laffont, 2012 (avec un témoignage d'Alain Pompidou et une préface d'Éric Roussel).
- Girondas, nouvelle écrite en 1971, publiée en 1984 par le journal Le Point (à lire en ligne sur le site de l'Institut Georges Pompidou).

### Ouvrages généraux
- Christine Manigand (dir.) et Olivier Sibre (dir.), Le Dictionnaire Pompidou, Paris, Robert Laffont, 2024, 736 p. (ISBN 9782221263952).
- Dominique Frémy, Quid des présidents de la République… et des candidats, Paris, éd. Robert Laffont, 1987, 717 p,  (ISBN 2-221-05360-5).
- Damon Mayaffre, Le discours présidentiel sous la Ve République. Chirac, Mitterrand, Giscard, Pompidou, de Gaulle, Paris, Presses de Sciences Po, 2012, 384 p.,  (ISBN 2724612442).
- Philippe Alexandre, Le duel : De Gaulle - Pompidou, Grasset, 1970, 358 p., Kindle (ASIN B007G6ADQW).
- Arnaud Teyssier, L'Énigme Pompidou-de Gaulle, Perrin, 2021, 368 p. (ISBN 978-2262080112).
- David Lisnard et Christophe Tardieu, Les leçons de Pompidou, Éditions de L'Observatoire, 2024, 285 p. (ISBN 979-1032931165).

### Sources publiées
- Jacques Foccart, Journal de l'Élysée (mis en forme et annoté par Philippe Gaillard), Paris, Fayard et Jeune Afrique, 1997-2001. Cinq volumes, dont :
  - Dans les bottes du Général. 1969-1971, 1999  (ISBN 2-213-60316-2).
  - La France pompidolienne. 1971-1972, 2000  (ISBN 2-213-60580-7).
  - La fin du gaullisme. 1973-1974, 2001  (ISBN 2-213-60796-6).
- Jacques Foccart, Foccart parle. 2. [1969-1996] : entretiens avec Philippe Gaillard, Paris, Fayard et Jeune Afrique, 1997, 525 p.-[16] p. de planches  (ISBN 2-213-59498-8).
- Jean Mauriac, L'après-De Gaulle. Notes confidentielles, 1969-1989, Paris, Fayard, 2006, 540 p.  (ISBN 2-213-62765-7).
- Alain Pompidou et Éric Roussel, Georges Pompidou. Lettres, notes et portraits , 1928-1974, Paris, éd Robert Laffont, 2012, 540 p.  (ISBN 2-221-12765-X).

### Études
- Stéphane Rials, Les idées politiques du président Georges Pompidou, Presses universitaires de France, coll. « Travaux et recherches de l'Université de droit, d'économie et de sciences sociales de Paris II. Série Science politique » no 9, Paris, 1977, 192 p. [pas d'ISBN] – texte abrégé d'un mémoire de D.E.S. de sciences politiques, présenté à Paris II, en 1975.
- Bernard Esambert, Georges Pompidou, capitaine d'industrie, Odile Jacob, Paris, 1994, 277 p.  (ISBN 2-7381-0239-5).
- Éric Roussel, Georges Pompidou. 1re édition : Jean-Claude Lattès, Paris, 1984, 567 p.-[16] p. de planches [pas d'ISBN] – 3e édition, revue, augmentée, établie d'après les archives du quinquennat (1969-1974) : Georges Pompidou : 1911-1974, Jean-Claude Lattès, Paris, 1994, 686 p.-[16] p. de planches  (ISBN 2-7096-1376-X) – réimpression en 2004 de la 3e édition  (ISBN 2-7096-2592-X) – nouvelle édition, basée sur l'édition de 1994 : Georges Pompidou (1911-1994), Perrin, coll. « Tempus » no 60, Paris, 2004, 686 p.  (ISBN 2-262-02168-6).
- Frédéric Abadie et Jean-Pierre Corcelette, Georges Pompidou, 1re édition : Balland, Paris, 1994, 460 p., (2715810318) – nouvelle édition réactualisée, Nouveau Monde Éditions, Le désir et le destin, 2007, 669 p.  (ISBN 2-84736-273-8).
- Association Georges Pompidou, Georges Pompidou, homme d'État, 1962-1974 : guide d'orientation bibliographique, Association Georges Pompidou, Paris, 1996, 262 p.  (ISBN 2-911612-00-0).
- Sandrine Bula, Janine Irigoin et Caroline Obert, Archives de la présidence de la République. Georges Pompidou, Paris, La Documentation française, 1996, revu et complété par Pascal Geneste et Christèle Noulet, 2006 [lire en ligne].
- Alain Frerejean, C'était Georges Pompidou, Paris, Fayard, 2007, 434 p.  (ISBN 978-2-286-04076-5) (BNF 41184498).
- Mathieu Flonneau, Pascal Geneste, Philippe Nivet et Émilie Willaert, Le grand dessein parisien de Georges Pompidou, Paris, Archives nationales – Association Georges Pompidou – Somogy, éditions d'art, 2010.
- Pascal Geneste (dir.), Jean-Pierre Bat, Georges Pompidou. 1911-2011, catalogue d'exposition, Paris, Archives nationales, 2011.
- Henry Gidel, Les Pompidou, Paris, Flammarion, 2014.
- Sabrina Tricaud, Les Années Pompidou, Belin, 2014.
- Jean-Luc Pouliquen, Georges Pompidou, un Président passionné de poésie, préface du professeur Alain Pompidou, Paris, L'Harmattan, collection Questions contemporaines, [2016]  (ISBN 978-2-343-09940-8).
- Jean-Pierre Bat et Pascal Geneste, Georges Pompidou. Une certaine idée de la modernité, Paris, Belin, 2016  (ISBN 978-2-7011-8330-5).
- Arnaud Teyssier, L'Énigme Pompidou-de Gaulle, Paris, Perrin, 2021.
- Alain Pompidou et César Armand, Pour l'amour de l'art : Une autre histoire des Pompidou, Paris, Plon, coll. « L'abeille », 2021, 304 p. (ISBN 978-2-259-30718-5).
- Alexis Catuhe, préface de Luc Capdevila, 1973. La France au Chili. Une histoire diplomatique, coll. "Recherches Amériques Latines", janvier 2025, 240 p.  (ISBN 978-2-336-45048-3)

### Actes de colloques
- Georges Pompidou et l'Europe : colloque, 25 et 26 novembre 1993 (publié par l'Association Georges Pompidou ; avec une préface d'Édouard Balladur et une postface de Jacques Chirac ; sous la direction de Jean-René Bernard, François Caron et Maurice Vaïsse), Éditions Complexe, coll. « Interventions », Bruxelles et Paris, 1995, 691 p.  (ISBN 2-87027-525-0).
- Culture et action chez Georges Pompidou : actes du colloque, Paris, 3-4 décembre 1998 (organisé par l'Association Georges Pompidou ; sous la direction de Jean-Claude Groshens & Jean-François Sirinelli), Presses universitaires de France, coll. « Politique d'aujourd'hui », Paris, 2000, XII-454 p.  (ISBN 2-13-050908-8).
- Un politique, Georges Pompidou : actes du colloque des 25 et 26 novembre 1999 au Sénat (organisé par l'Association Georges Pompidou ; sous la direction de Jean-Paul Cointet, Bernard Lachaise, Gilles Le Béguec & Jean-Marie Mayeur), Presses universitaires de France, coll. « Politique d'aujourd'hui », Paris, 2001, XIII-436 p.  (ISBN 2-13-051568-1).
- Georges Pompidou face à la mutation économique de l'Occident, 1969-1974 : actes du colloque des 15 et 16 novembre 2001, [Paris], Conseil économique et social (organisé par l'Association Georges Pompidou ; sous la direction d'Éric Bussière), Presses universitaires de France, coll. « Politique d'aujourd'hui », Paris, 2003, V-418 p.  (ISBN 2-13-053598-4).
- Action et pensée sociales chez Georges Pompidou : actes du colloque des 21 et 22 mars 2003 au Sénat, Paris (organisé par l'Association Georges Pompidou ; sous la direction d'Alain Beltran & Gilles Le Béguec), Presses universitaires de France, coll. « Politique d'aujourd'hui », Paris, 2004, XIII-428 p.  (ISBN 2-13-054275-1).
- La contribution de la présidence de Georges Pompidou à la Ve République. Actes du Colloque d'Aurillac. 14-15 avril 1994, Paris, Montchrestien, 1994, 447 p. (préface de Georges Vedel)  (ISBN 2-7076-0599-9) (BNF 35737822).

## Filmographie

### Personnage principal
- 2011 : Mort d'un président de Pierre Aknine. Ce téléfilm raconte les derniers mois de sa vie. Georges Pompidou est incarné par Jean-François Balmer.

### Personnage secondaire
- 2009 : Adieu de Gaulle, adieu de Laurent Herbiet (ce téléfilm évoque la crise de Mai 68 alors qu'il est le Premier ministre de Charles de Gaulle). Incarné par Didier Bezace.
- 2010 : Je vous ai compris, De Gaulle 1958-1962, docu-fiction de Serge Moati (on le voit en tant que conseiller de De Gaulle durant cette période). Incarné par Pierre-Alain Chapuis.
- 2013 : La Rupture, téléfilm de Laurent Heynemann. Incarné par Philippe Manesse.
- 2020 : De Gaulle, l'éclat et le secret, mini-série de François Velle. Incarné par Jean-Louis Tribes.

## Dans la culture populaire
La personne de Georges Pompidou a été le prétexte à plusieurs chansons, dont quelques-unes parues de son vivant, les autres des années après sa mort :
- 1964 : Pom pom pom pidou, par Miguel Cordoba ;
- 1966 : Pompi… que dalle !, par Jehan Jonas ;
- 1973 : Vive le Gabon et M. Pompidou, par Les Gabonais ;
- 1973 : We Love You Monsieur Pompidou, par Archibald ;
- 1998 : Il était un petit ministre, par André Pacher (collectage) ;
- 1998 : Pompidou, par Les Wampas ;
- 2005 : Pompidou, par Monsieur Poli ;
- 2006 : Pompidou, par François Morel.